# Saint-Martin-Boulogne
Pour les articles homonymes, voir Saint-Martin et Boulogne.
Saint-Martin-Boulogne, parfois appelée Saint-Martin-lès-Boulogne ou simplement Saint-Martin, est une commune française située dans le département du Pas-de-Calais en région Hauts-de-France. Ses habitants sont appelés les Saint-Martinois. La commune est membre de la communauté d'agglomération du Boulonnais, elle en est la 3e commune par sa population.
La commune de Saint-Martin-Boulogne, traversée par la Liane, est située dans le nord-est du département du Pas-de-Calais, elle est limitrophe de la commune de Boulogne-sur-Mer. C’est une commune de type grand centre urbain, appartenant à l’unité urbaine de Boulogne-sur-Mer, avec une population de 11 036 habitants au dernier recensement de 2022, elle a connu un pic de population en 1999 avec 11 499 habitants.
La commune est riche de quatre monuments qui font l’objet d’une inscription au titre des monuments historiques.
À la suite des bombardements de la Seconde Guerre mondiale, la commune est décorée de la croix de guerre 1939-1945.

## Géographie

### Localisation
Localisée dans l'ouest du département du Pas-de-Calais, Saint-Martin-Boulogne, qui porte ce nom depuis 1801, est une commune du Boulonnais proche de la Manche (3 km) et limitrophe de la ville de Boulogne-sur-Mer (aire d'attraction et chef-lieu d'arrondissement).
Le territoire de la commune est limitrophe de ceux de huit communes.
Les communes limitrophes sont Wimille, Baincthun, Boulogne-sur-Mer, Echinghen, Outreau, Pernes-lès-Boulogne, Saint-Léonard et La Capelle-lès-Boulogne.

### Géologie et relief
La superficie de la commune est de 13,15 km2 ; son altitude varie de 3  à   188 m.
C'est la commune la plus haute de l'agglomération boulonnaise avec le mont Lambert (188 m d'altitude).

### Hydrographie
La commune, située dans le bassin Artois-Picardie, est, selon le Service d'administration nationale des données et référentiels sur l'eau (Sandre), drainée par dix cours d'eau :
- le fleuve côtier la Liane, d'une longueur de 38,24 km, qui prend sa source dans la commune de Quesques et se jette dans la Manche au niveau de la commune de Boulogne-sur-Mer[4] ;

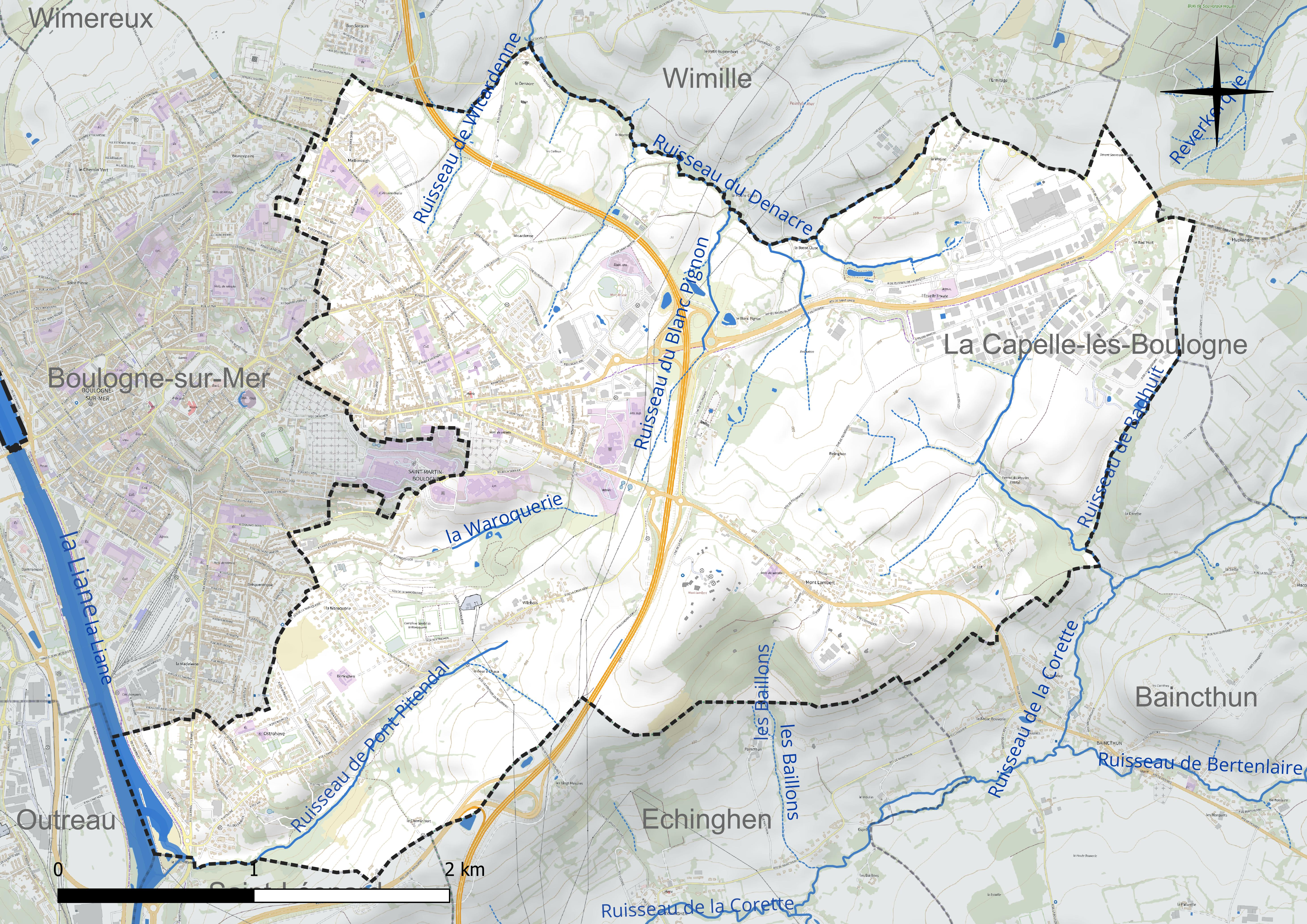
Réseau hydrographique de Saint-Martin-Boulogne.

- le ruisseau de la Corette, d'une longueur de 8,86 km, qui prend sa source dans la commune de La Capelle-lès-Boulogne et se jette dans le fleuve la Liane au niveau de la commune de Saint-Étienne-au-Mont[5] ;
- le ruisseau du Denacre, d'une longueur de 5,55 km, qui prend sa source dans la commune et se jette dans le Wimereux au niveau de la commune de Wimille[6] ;
- le ruisseau de pont pitendal, d'une longueur de 2,82 km qui prend sa source dans la commune de et se jette dans la Liane au niveau de la commune de Saint-Léonard[7] ;
- le ruisseau des Prés Pourris, d'une longueur de 1,97 km qui prend sa source dans la commune et se jette dans le ruisseau de la Corette au niveau de la commune de Baincthun[8] ;
- le ruisseau du Blanc Pignon, d'une longueur de 1,47 km qui prend sa source dans la commune et se jette dans le ruisseau du Denacre au niveau de la commune de Wimille[9] ;
- la Waroquerie, d'une longueur de 1,45 km qui prend sa source dans la commune et y termine sa course[10] ;
- les Baillons, d'une longueur de 1,25 km, qui prend sa source dans la commune et se jette dans le ruisseau de la Corette au niveau de la commune d'Echinghen[11]

- le ruisseau de la Hayette, d'une longueur de 1,11 km qui prend sa source dans la commune et se jette dans le ruisseau du Denacre au niveau de la commune de Wimille[12] ;
- la Ferme du Moulin l'Abbé, d'une longueur de 0,92 km qui prend sa source dans la commune et se jette dans la ruisseau des Prés Pourris au niveau de la commune[13].

### Climat
Pour des articles plus généraux, voir Climat des Hauts-de-France et Climat du Nord-Pas-de-Calais.
En 2010, le climat de la commune est de type climat océanique franc, selon une étude du Centre national de la recherche scientifique (CNRS) s'appuyant sur une série de données couvrant la période 1971-2000. En 2020, Météo-France publie une typologie des climats de la France métropolitaine dans laquelle la commune est exposée à un climat océanique et est dans la région climatique Côtes de la Manche orientale, caractérisée par un faible ensoleillement (1 550 h/an) ; forte humidité de l’air (plus de 20 h/jour avec humidité relative > 80 % en hiver), vents forts fréquents.
Pour la période 1971-2000, la température annuelle moyenne est de 10,2 °C, avec une amplitude thermique annuelle de 12,7 °C. Le cumul annuel moyen de précipitations est de 815 mm, avec 12,9 jours de précipitations en janvier et 9 jours en juillet. Pour la période 1991-2020, la température moyenne annuelle observée sur la station météorologique la plus proche, située sur la commune de Boulogne-sur-Mer à 1 km à vol d'oiseau, est de 11,2 °C et le cumul annuel moyen de précipitations est de 824,5 mm,. Pour l'avenir, les paramètres climatiques de la commune estimés pour 2050 selon différents scénarios d'émission de gaz à effet de serre sont consultables sur un site dédié publié par Météo-France en novembre 2022.
| Mois                                  | jan.             | fév.             | mars            | avril         | mai            | juin          | jui.          | août          | sep.           | oct.            | nov.            | déc.            | année      |
| ------------------------------------- | ---------------- | ---------------- | --------------- | ------------- | -------------- | ------------- | ------------- | ------------- | -------------- | --------------- | --------------- | --------------- | ---------- |
| Température minimale moyenne (°C)     | 3,4              | 3,4              | 5               | 7             | 9,8            | 12,5          | 14,7          | 15,3          | 13,2           | 10,3            | 6,8             | 4,1             | 8,8        |
| Température moyenne (°C)              | 5,3              | 5,4              | 7,4             | 9,8           | 12,7           | 15,3          | 17,4          | 18            | 15,8           | 12,6            | 8,8             | 6               | 11,2       |
| Température maximale moyenne (°C)     | 7,1              | 7,3              | 9,7             | 12,7          | 15,6           | 18,1          | 20,1          | 20,7          | 18,5           | 14,9            | 10,8            | 7,9             | 13,6       |
| Record de froid (°C) date du record   | −13,4 12.01.1987 | −13,6 01.02.1956 | −7,8 07.03.1971 | −2 14.04.1966 | 1,6 07.05.1997 | 4 02.06.1962  | 8 04.07.1965  | 9 31.08.1956  | 5,8 22.09.1979 | −1 29.10.1947   | −5,6 30.11.1978 | −9,6 29.12.1996 | −13,6 1956 |
| Record de chaleur (°C) date du record | 16,4 01.01.22    | 18,9 26.02.19    | 22,7 30.03.17   | 26 16.04.1949 | 31,2 27.05.05  | 33,3 29.06.19 | 39,6 19.07.22 | 34,8 11.08.03 | 32,6 10.09.23  | 27,2 01.10.1985 | 19,1 01.11.15   | 17,2 10.12.1978 | 39,6 2022  |
| Précipitations (mm)                   | 77               | 56               | 48              | 48,1          | 54,6           | 48            | 54,3          | 63,2          | 69,6           | 95,8            | 106,8           | 103,1           | 824,5      |

### Paysages
Pour un article plus général, voir Paysage en France.
La commune est située à la jonction de deux paysages tel qu’ils sont définis dans l'atlas de paysages de la région Nord-Pas-de-Calais, conçu par la direction régionale de l'Environnement, de l'Aménagement et du Logement (DREAL), :
- le « paysage boulonnais » qui concerne 66 communes, se délimite : au Nord, par les paysages des coteaux calaisiens et du Pays de Licques, à l’Est, par le paysage du Haut pays d’Artois, et au Sud, par les paysages Montreuillois.

Ce paysage, constitué d'une boutonnière bordée d'une cuesta définissant un pays d’enclosure, est essentiellement un paysage bocager composé de 47 % de son sol en herbe ou en forêt et de 31 % en herbage, avec, dans le sud et l’est, trois grandes forêts, celle de Boulogne, d’Hardelot et de Desvres et, au nord, le bassin de carrière avec l'extraction de la pierre de Marquise depuis le Moyen Âge et de la pierre marbrière dont l'extraction s'est développée au XIXe siècle.
La boutonnière est formée de trois ensembles écopaysagers : le plateau calcaire d'Artois qui forme le haut Boulonnais, la boutonnière qui forme la cuvette du bas Boulonnais et la cuesta formée d’escarpements calcaires.
Dans ce paysage, on distingue trois entités : les vastes champs ouverts du Haut Boulonnais ; le bocage humide dans le Bas Boulonnais et la couronne de la cuesta avec son dénivelé important et son caractère boisé.

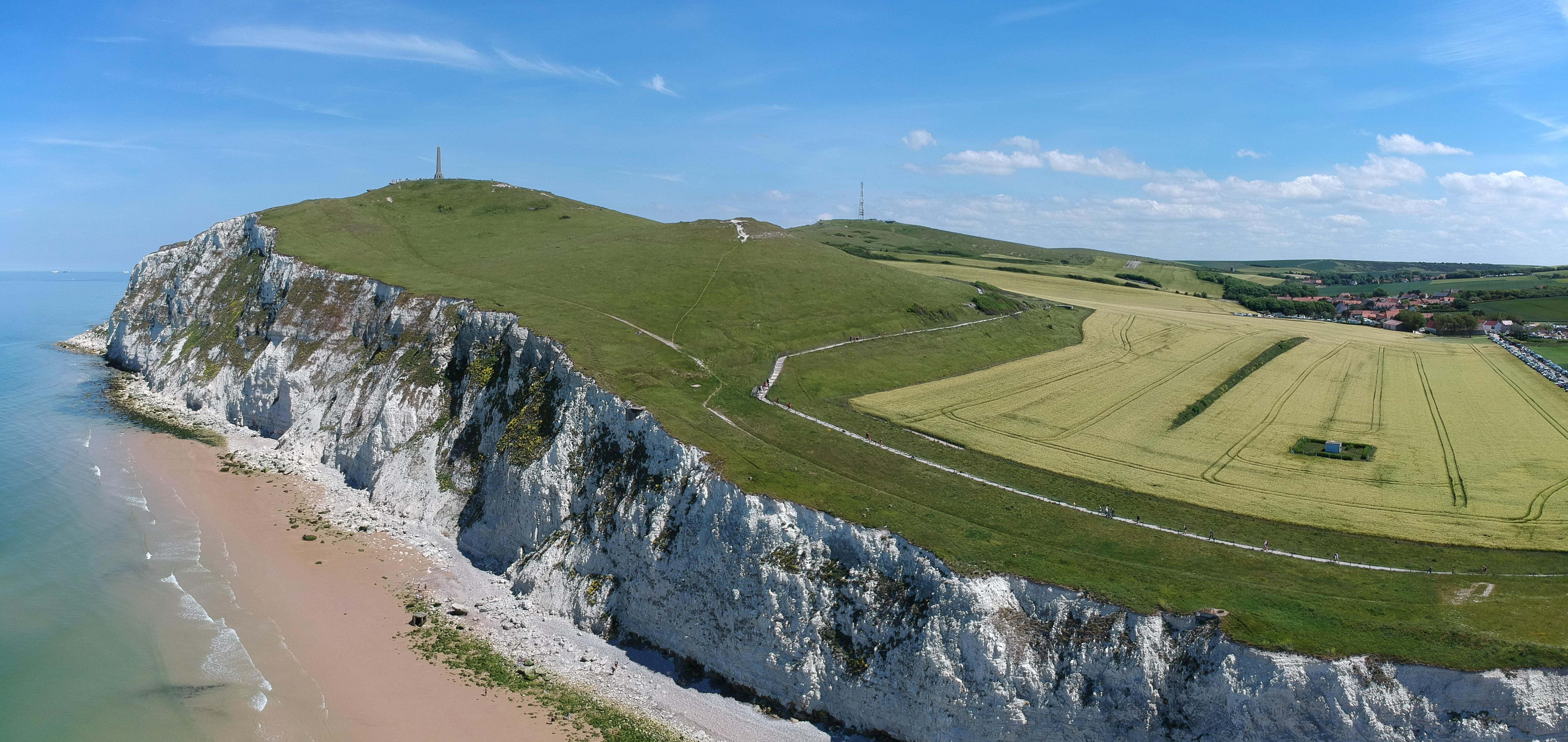
Une vue de ces « paysages des falaises d’Opale » et le cap Blanc-Nez.

- les « paysages des falaises d’Opale », qui concernent 30 communes, s’étendent le long de la côte, d’Équihen-Plage  à Sangatte, sur une bande d’environ 50 kilomètres de long et d’un maximum de 5 kilomètres de large, l'autoroute A 16 étant la frontière à l'est. Ils sont constitués, d’une part, par les falaises d’Opale où se trouve le grand site des Deux Caps qui, avec le cap Blanc-Nez, culmine à 150 mètres, ces falaises offrent un belvédère sur le pas de Calais  avec la possibilité de voir les côtes d’Angleterre, et d’autre part, vers l’intérieur des terres, avec les paysages littoraux qui jouxtent ceux des coteaux calaisiens et du pays de Licques, d'un paysage alternant collines, vallons et bocages.

Les crans constituent une des particularités de ces côtes à falaises. Les crans sont des vallées suspendues qui se sont retrouvées le « nez en l’air », soit du fait de l’affaissement du pas de Calais, soit par la baisse du niveau de la mer comme le cran d’Escalles, le cran Mademoiselle, le cran Poulet, le cran Barbier, le cran des Sillers, le cran de Quette et le cran aux Œufs, situés, eux, sur la commune d’Audinghen.
Ces paysages sont traversés par trois fleuves côtiers, la Liane (Boulogne-sur-Mer), le Wimereux (Wimereux) et la Slack (Ambleteuse), et par le sentier de grande randonnée GR 120 ou GR littoral, appelé aussi sentier des douaniers, qui chemine le long de ces paysages et offre un magnifique panorama.

### Milieux naturels et biodiversité

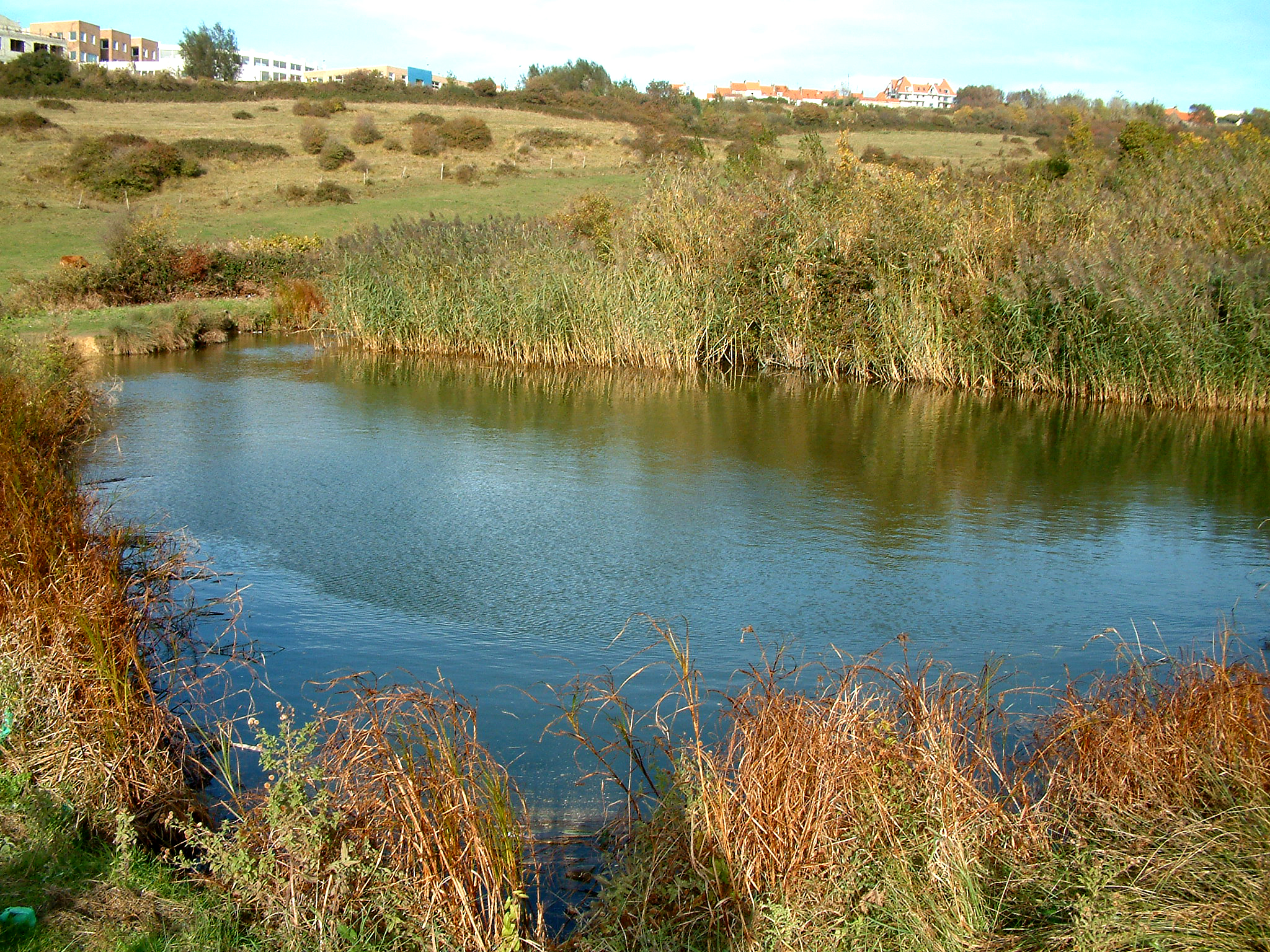
Dans l'arboretum.

#### Zones naturelles d'intérêt écologique, faunistique et floristique
L’inventaire des zones naturelles d'intérêt écologique, faunistique et floristique (ZNIEFF) a pour objectif de réaliser une couverture des zones les plus intéressantes sur le plan écologique, essentiellement dans la perspective d’améliorer la connaissance du patrimoine naturel national et de fournir aux différents décideurs un outil d’aide à la prise en compte de l’environnement dans l’aménagement du territoire.
Le territoire communal comprend une ZNIEFF de type 1 : la vallée de Saint-Martin-Boulogne. Cette ZNIEFF, d’une superficie de 1 698 hectares et d'une altitude variant de 15 à 188 mètres, présente un paysage bocager typique du Boulonnais.
Et une ZNIEFF de type 2 :
le complexe bocager du Bas-Boulonnais et de la Liane. Le complexe bocager du bas-Boulonnais et de la Liane s’étend entre Saint-Martin-Boulogne et Saint-Léonard à l’ouest et Quesques et Lottinghen à l’est. Il correspond à la cuvette herbagère du bas-Boulonnais.

Carte des ZNIEFF de type 1 et 2 sur la commune
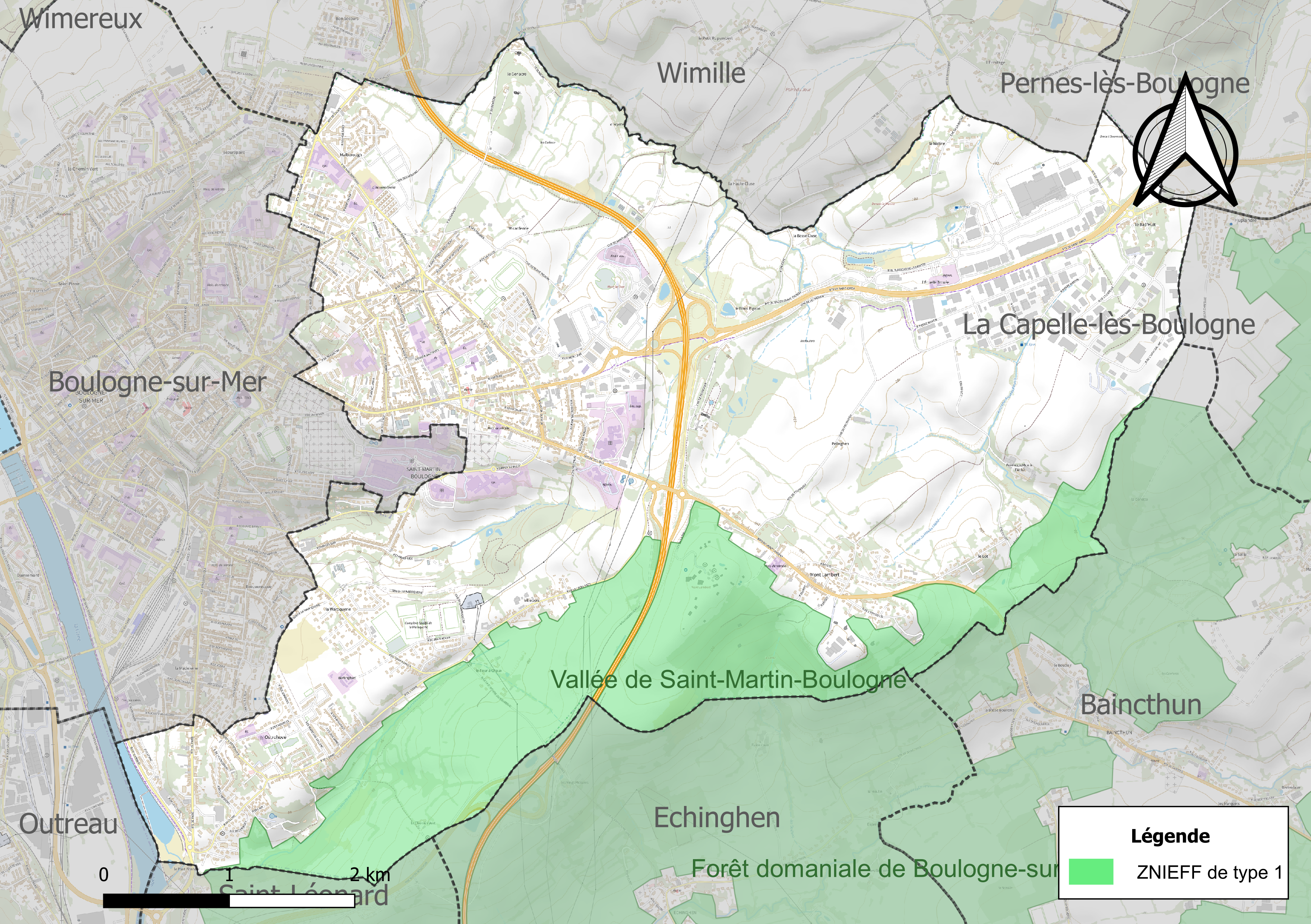
Carte de la ZNIEFF de type 1 sur la commune.
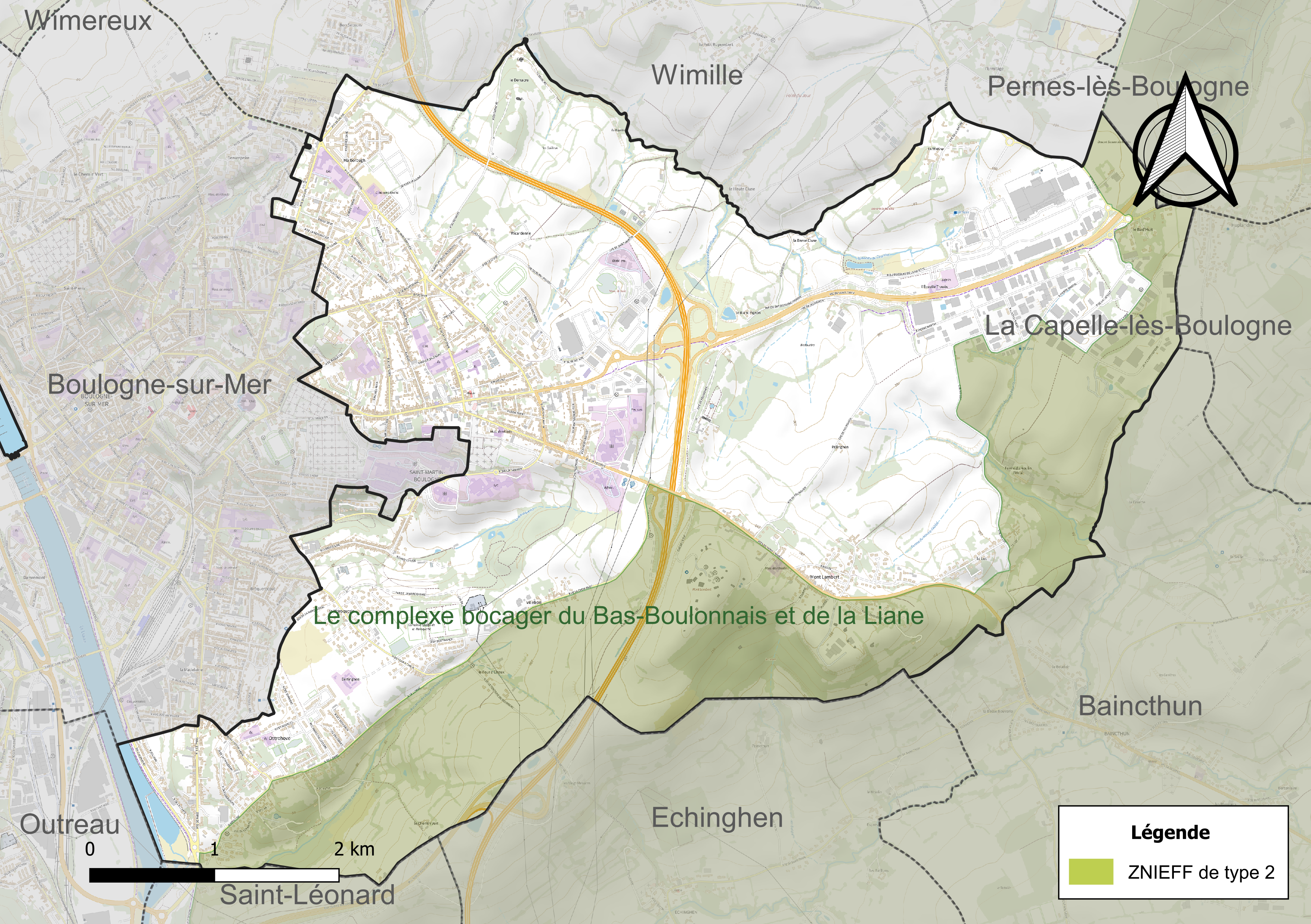
Carte de la ZNIEFF de type 2 sur la commune.

#### Espèces faunistiques et floristiques
L’Inventaire national du patrimoine naturel (INPN) recense plusieurs espèces faunistiques et floristiques sur le territoire de la commune dont certaines sont protégées et d’autres menacées et quasi-menacées.

## Urbanisme

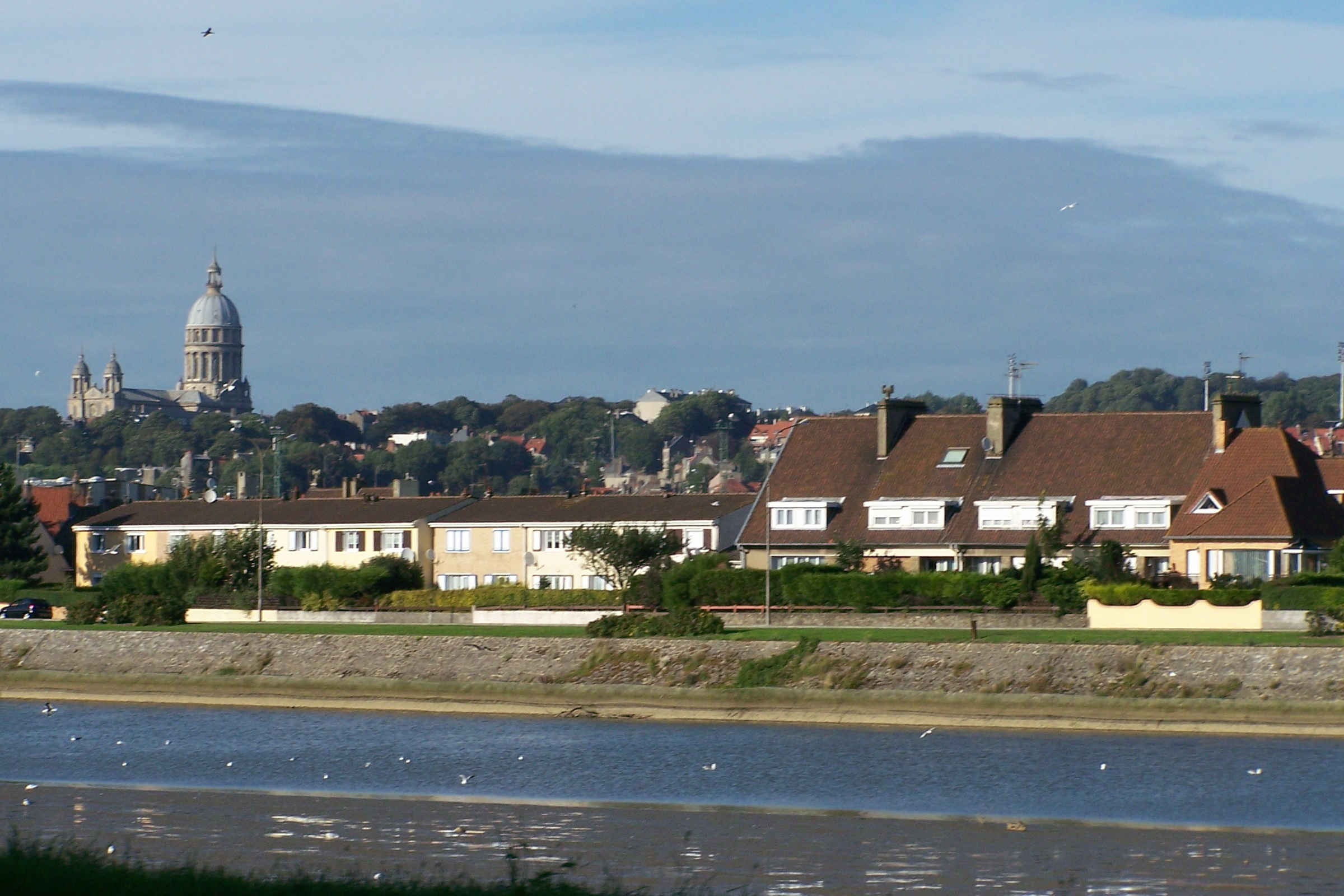
Vue panoramique du quartier d'Ostrohove en 2006.

### Typologie
Au 1er janvier 2024, Saint-Martin-Boulogne est catégorisée grand centre urbain, selon la nouvelle grille communale de densité à sept niveaux définie par l'Insee en 2022.
Elle appartient à l'unité urbaine de Boulogne-sur-Mer, une agglomération intra-départementale regroupant huit  communes, dont elle est une commune de la banlieue,,. Par ailleurs la commune fait partie de l'aire d'attraction de Boulogne-sur-Mer, dont elle est une commune du pôle principal,. Cette aire, qui regroupe 80 communes, est catégorisée dans les aires de 50 000 à moins de 200 000 habitants,.

### Occupation des sols

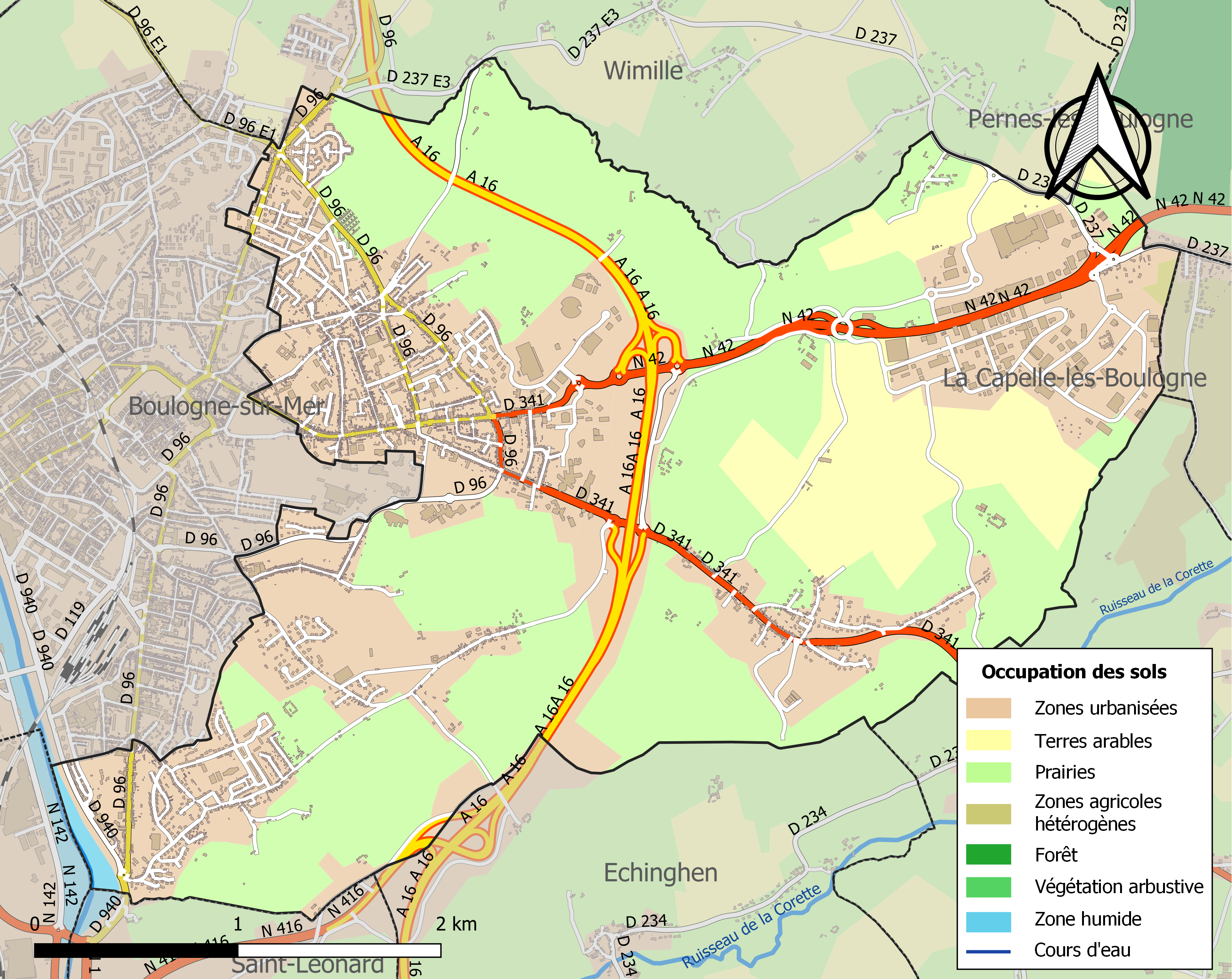
Carte des infrastructures et de l'occupation des sols de la commune en 2018 (CLC).

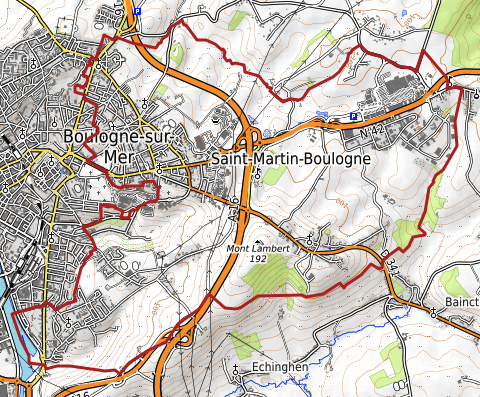
Carte topographique en 2021.

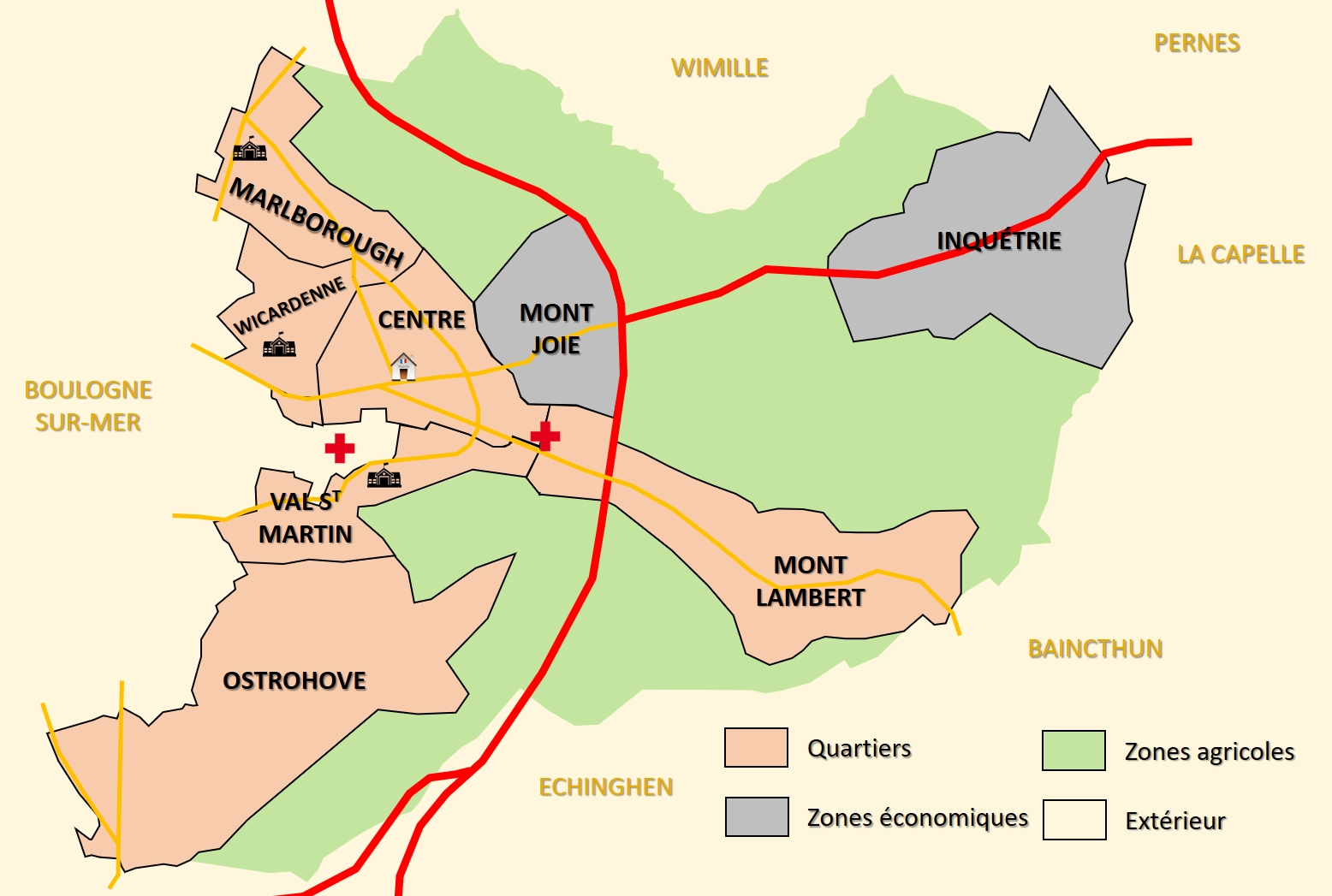
Plan de Saint-Martin-Boulogne, les quartiers et les principaux axes.

L'occupation des sols de la commune, telle qu'elle ressort de la base de données européenne d’occupation biophysique des sols Corine Land Cover (CLC), est marquée par l'importance des territoires agricoles (55,4 % en 2018), en diminution par rapport à 1990 (70 %). La répartition détaillée en 2018 est la suivante : 
prairies (44,4 %), zones urbanisées (28,3 %), zones industrielles ou commerciales et réseaux de communication (15,9 %), terres arables (10,8 %), eaux maritimes (0,4 %), zones agricoles hétérogènes (0,2 %). L'évolution de l’occupation des sols de la commune et de ses infrastructures peut être observée sur les différentes représentations cartographiques du territoire : la carte de Cassini (XVIIIe siècle), la carte d'état-major (1820-1866) et les cartes ou photos aériennes de l'IGN pour la période actuelle (1950 à aujourd'hui).

### Morphologie urbaine
Le centre-ville de Saint-Martin-Boulogne se trouve dans l'ouest du territoire communal, accolé avec l'est de Boulogne-sur-Mer. Il est marqué par une urbanisation groupée (maisons accolées le long des rues, immeubles collectifs) et constitue un véritable prolongement de la ville de Boulogne en proposant à proximité de la limite entre les deux communes de nombreux centres scolaires, commerciaux, médicaux, sportifs, culturels et de loisirs souvent considérés par la population locale comme étant à Boulogne plutôt qu'à Saint-Martin.
L'est de la commune laisse la place à des zones naturelles où les éléments du paysage du bocage de la boutonnière du Boulonnais sont encore visibles, bien que ces zones soient traversées par l'autoroute A16 et que les parcs commerciaux et d'activité s'y soient développées.

### Quartiers
On peut découper la ville en quartiers de la manière suivante : 
- Centre-ville
- Marlborough-Moka
- Wicardenne
- Val Saint-Martin
- Mont Lambert
- Ostrohove
- Mont Joie
- Inquétrie

### Logement
En 2020, le nombre total de logements dans la commune était de 5 580, alors qu'il était de 5 278 en 2015 et de 4 874 en 2010.
Parmi ces logements, 90,5 % étaient des résidences principales, 1,4 % des résidences secondaires et 8 % des logements vacants. Ces logements étaient pour 62,7 % d'entre eux des maisons individuelles et pour 36,5 % des appartements.
Le tableau ci-dessous présente la typologie des logements à Saint-Martin-Boulogne en 2020 en comparaison avec celle du Pas-de-Calais et de la France entière. Une caractéristique marquante du parc de logements est ainsi une proportion de résidences secondaires et logements occasionnels (1,4 %) inférieure à celle du département (6,5 %) et à celle de la France entière (9,7 %). Concernant le statut d'occupation de ces logements, 55,7 % des habitants de la commune sont propriétaires de leur logement (59,8 % en 2015), contre 57,8 % pour le Pas-de-Calais et 57,5 pour la France entière.
| Typologie                                               | Saint-Martin-Boulogne | Pas-de-Calais | France entière |
| ------------------------------------------------------- | --------------------- | ------------- | -------------- |
| Résidences principales (en %)                           | 90,5                  | 86,1          | 82,1           |
| Résidences secondaires et logements occasionnels (en %) | 1,4                   | 6,5           | 9,7            |
| Logements vacants (en %)                                | 8                     | 7,5           | 8,2            |

### Voies de communication et transports

#### Voies de communication
Saint-Martin-Boulogne était située sur la voie romaine reliant Boulogne-sur-Mer à Cassel par Saint-Omer.
Saint-Martin-Boulogne est traversée du sud au nord par l'autoroute A16 qui dessert la commune grâce aux accès no 30 à no 32. Elle permet de rejoindre Calais (en 25 minutes) et Dunkerque (en 45 minutes) au nord ainsi que Amiens (en 1 h 15) et Paris (en 2 h 30) vers le sud. La route nationale 42 part de Saint-Martin vers l'est en direction de Saint-Omer et de l'autoroute A26 (qui relie Calais à Troyes).
La position de Saint-Martin-Boulogne par rapport à Boulogne-sur-Mer, l'A16 et la RN42 fait de la commune un point de passage quasiment obligatoire pour se rendre dans la cité portuaire. La particularité de la commune est que ses principaux axes (route de Calais, route de Saint-Omer, route de Desvres, route de Paris et boulevard d'Alembert) ne permettent pas la liaison entre ses différents quartiers mais relient l'A16/RN42 à la ville de Boulogne (et sont par ailleurs les prolongements de rues importantes de Boulogne, respectivement l'avenue Charles-de-Gaulle, l'avenue de Lattre de Tassigny, l'avenue Kennedy et le boulevard Diderot). La route de Saint-Omer, qui passe par le centre de Saint-Martin, est très fréquentée (plus de 22 000 véhicules chaque jour) et la circulation y est souvent difficile. Il en est de même pour la route de Desvres qui est traversée chaque jour par plus de 12 000 automobilistes.

#### Transports en commun
La commune est à proximité des gares ferroviaires de Boulogne-Ville et Boulogne-Tintelleries qui permettent de rejoindre Paris, Lille, Amiens ou encore Calais - Fréthun (qui assure les liaisons vers Londres) mais également des localités proches en TER. La gare TGV de Calais - Fréthun est également accessible rapidement par l'autoroute A16 (en moins de 20 minutes).
Saint-Martin-Boulogne est desservie par les lignes régulières ainsi que par un service de transport à la demande du réseau urbain Marinéo. Elle est également desservie par le réseau interurbain Oscar.
La commune était située sur la ligne de chemin de fer Boulogne - Bonningues, une ancienne ligne de chemin de fer qui reliait dans le département du Pas de Calais, de 1909 et 1935, Boulogne-sur-Mer à Bonningues-lès-Ardres.

### Risques naturels et technologiques

#### Risque inondation
À la suite du passage des tempêtes Ciarán, Domingos et Elisa et des inondations et coulées de boue qui se sont produites, la commune est reconnue, par arrêté du 14 novembre 2023, en état de catastrophe naturelle pour inondations et coulées de boue sur la période du 2 au 12 novembre 2023, comme 179 autres communes du département.

## Toponymie
Le nom de la localité est attesté sous les formes Saint Martin de Bouloigne en 1203 ; Ecclesia sancti Martini en 1208 ; Sanctus Martinus en 1209 ; Le moustier Saint Martin en 1285 ; Sanctus Martinus Boloniensis supra mare en 1293 ; Saint-Martin en Boulogne en 1323 ; Sanctus Martinus juxta Boloniam en 1675 ; Saint Martin les Boulogne au XVIIIe siècle ; Montagne-lez-Boulogne et La Montagne en 1793 ; Saint Martin en 1793 ; Martin-lès-Boulogne puis Saint-Martin-Boulogne depuis 1801.
Durant la Révolution, la commune porte les noms de La Montagne, Montagne-lès-Boulogne et Section de-la-Montagne.
Saint-Martin est un hagiotoponyme de Martin de Tours et Boulogne fait référence à la commune voisine de Boulogne-sur-Mer.
Le nom Bédouâtre, que l'on trouve dans la ferme de Bedouâtre, monument historique, est attesté sous les formes Briedewater en 1286, Bedeware en 1393, Bedouuatre en 1480, et provient de l'adjectif germanique breit « large » + water « eau, cours d'eau ».

## Histoire

### Antiquité
La voie romaine allant d'Amiens à Boulogne-sur-Mer ou via Agrippa de l'Océan passait par la montagne d'Ostrohove, quartier de la commune.

### Moyen Âge
L'histoire de la commune de Saint-Martin-Boulogne est étroitement liée à celle de Boulogne-sur-Mer. Elle doit son nom à la paroisse et à l'église qui la desservait, dédiée à saint Martin, qui semble avoir connu une dévotion particulière dans le milieu des marins-pêcheurs. Cette première église était située extra-muros, par rapport à la ville fortifiée de Boulogne, au pied des remparts, approximativement là où l'on a construit le fer à cheval du château. Elle semble avoir été détruite lors de la prise de Boulogne par les Anglais en 1544. Elle fut réédifiée dans le hameau de Dringhen vers 1550.
À l'époque médiévale et moderne, Saint-Martin-Boulogne voit la construction de grandes fermes fortifiées et autres manoirs, possessions des grands seigneurs et de l'abbaye Notre-Dame. Le manoir de Moulin l'Abbé, le plus ancien de tous ceux du Boulonnais, date du XIVe siècle. Il présente des détails de sculpture dignes d'intérêt. Le moulin à vent, tout proche date lui du XVe siècle, il fut longtemps le mieux conservé du Boulonnais. Des possessions seigneuriales du Bédouâtre mentionnées très tôt, il ne reste que peu de choses.

### Temps modernes
Le petit château du début du XVIIe siècle a été démoli en 1902. Il ne demeure que la ferme, qui formait une première enceinte. Au milieu du corps de logis s'élève une tour rectangulaire en grès, datant de 1656. Au XVIIe siècle, Abot de Bazinghen doit agrandir sa propriété de la Caucherie. De nouvelles dépendances sont construites et un jardin au dessin à la Le Nôtre est installé, faisant du château de la Caucherie une des demeures les plus remarquables.

### Révolution française et Empire
D'après l'historien français Auguste de Loisne : « Saint-Martin-Boulogne faisait partie de la sénéchaussée de Boulogne en 1789, ancien ressort judiciaire du bailliage de même nom, et suivait la coutume de Boulonnais. Son église paroissiale, d'abord diocèse de Thérouanne, puis de Boulogne, doyenné de Boulogne, était consacrée à saint Martin ; l'évêque de Boulogne conférait la cure. »
Au moment de la Révolution française, Saint-Martin qui dépendait jusqu'alors entièrement du bailliage de Boulogne, ne compte guère plus de 170 feux. Lorsque est  organisé le District de Boulogne, Saint-Martin devient chef-lieu de canton, comprenant les communes de Baincthun et Questinghen, Beuvrequen, Conteville, Echinghen, Maninghen, Offrethun, Pernes, Pittefaux, Wacquinghen et Wimille, avec une population estimée en 1800 de 4 521 habitants et 1 193 pour le chef-lieu.
Sous la Terreur, Saint-Martin prit le nom de Montagne-lès-Boulogne, La Montagne et Section de-la-Montagne.

### Époque contemporaine
Avec le développement extraordinaire de Boulogne au cours du XIXe siècle, les communes environnantes connaissent une forte poussée démographique. La construction  d'une nouvelle église permettant de recevoir tous les fidèles devient nécessaire. Une souscription est lancée avec le concours de De Bazinghen, Édouard Latteux, De Préville et Barbaux. La commune et la fabrique donnent  leurs subventions et le monastère de la Visitation donne le terrain. La première pierre est posée le 10 février 1848 et l'édifice est solennellement béni par M. Parisis le 28 août 1852.
À la fin du XIXe siècle et au début du XXe siècle, Saint-Martin devient un vaste espace de loisirs pour la bourgeoisie boulonnaise : champs de course de l'Inquétrie, course automobile (circuit de Boulogne), de vastes résidences secondaires sont édifiées.

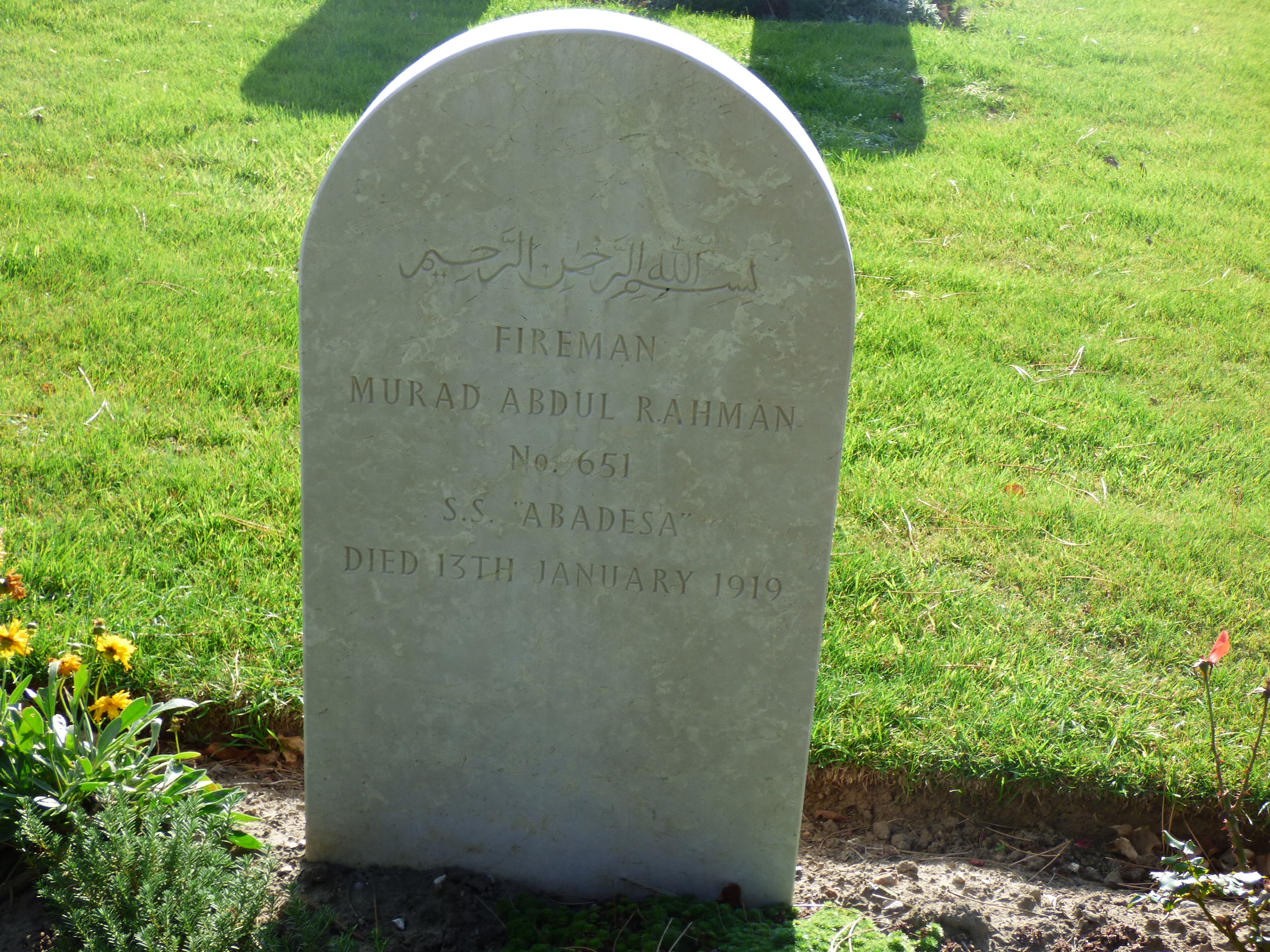
Tombe d'un soldat égyptien de la Première Guerre mondiale, au cimetière militaire britannique de Meerut.

La Première Guerre mondiale vient profondément marquer la commune :  Saint-Martin voit s'implanter les camps des troupes canadiennes, anglaises et indiennes. L'emplacement de l'hôpital militaire provisoire, où sont incinérés et enterrés les 339 soldats hindous et égyptiens nécessite la création du cimetière militaire de Meerut, inauguré le 13 mai 1922 par le roi George V et sir Douglas Haig. De plus, Saint-Martin subit  les bombardements aériens allemands. Le hameau d'Ostrohove est particulièrement touché puisque l'explosion d'un obus y fait cinq victimes, rappelées par une plaque commémorative. Au total, plus de 200 enfants de Saint-Martin-Boulogne meurent sur les fronts de la Grande Guerre. Grâce à une souscription, le monument aux morts est édifié, puis inauguré le 11 septembre 1921, par le maire Léon Théry, le sous-préfet Laban, MM. Farjon, Abrami et Canu.
L'entre-deux-guerres est à nouveau une période propice pour la commune. De nombreuses artères voient le jour. Pour répondre aux besoins d'une population toujours croissante, la construction d'un nouvel hôtel de ville est décidée. La villa Duhotoy est rachetée et après modifications, elle est inaugurée en mairie en 1932.
La Seconde Guerre mondiale vient à nouveau frapper durement la commune, plus de 400 bombardements, plus de 80 % des habitations sont touchées. 38 militaires et 80 civils auront donné leur vie. Encore une fois, Saint-Martin s'est révélée être un lieu stratégique. De terribles combats s'y déroulent, car la commune est un passage obligé pour la prise par les Allemands, en 1944, de la citadelle de Boulogne-sur-Mer. De plus, l'état-major allemand ayant installé une redoutable Division contre avion, sur le site du Mont Lambert, l'enjeu de Saint-Martin est important.
La commune est décorée de la croix de guerre 1939-1945 le 11 novembre 1948, distinction également attribuée à 28 autres communes du Pas-de-Calais.

## Politique et administration

### Découpage territorial
La commune se trouve dans l'arrondissement de Boulogne-sur-Mer du département du Pas-de-Calais.

#### Circonscriptions administratives
Après avoir été le chef-lieu d'un  éphémère canton entre 1793 et 1801, elle faisait partie de 1801 à 1868 du canton de Boulogne, puis, à compter de cette date, du canton de Boulogne-sur-Mer-Sud. Dans le cadre du redécoupage cantonal de 2014 en France, cette circonscription administrative territoriale a disparu, et le canton n'est plus qu'une circonscription électorale.
Pour les élections départementales, la commune fait partie depuis 2014 du canton de Boulogne-sur-Mer-2.

#### Circonscriptions électorales
Pour l'élection des députés, elle fait partie de la cinquième circonscription du Pas-de-Calais.

#### Commune et intercommunalités
Saint-Martin-Boulogne est membre de la communauté d'agglomération du Boulonnais, un établissement public de coopération intercommunale (EPCI) à fiscalité propre créé en 2000 et auquel la commune a transféré un certain nombre de ses compétences, dans les conditions déterminées par le code général des collectivités territoriales. Cette communauté d'agglomération du Boulonnais regroupe 22 communes et totalise 112 264 habitants en 2021.

### Élections municipales et communautaires
Lors du premier tour des élections municipales de 2014 dans le Pas-de-Calais, la liste PS-PCF-EELV menée par le maire sortant Christian Baly obtient la majorité absolue des suffrages exprimés, avec 3 032 voix (61,30 %, 27 conseillers municipaux élus dont 4 communautaires), devançant très largement celle UDI-UMP menée par Christian Ponche (1 914 voix, 38,69 %, 6 conseillers municipaux élus dont 1 communautaire).
Lors de ce scrutin37,01 % des électeurs se sont abstenus,.
Lors du second tour des élections municipales de 2020 dans le Pas-de-Calais, la liste DVG menée par Raphaël Jules obtient la majorité des suffrages exprimés, avec 1 864 voix (44,87 %, 25 conseillers municipaux élus dont 4 communautaires), devançant de 31 voix celle PS-EÉLV menée par Pascale Lebon (1 833 voix, 	44,12 %, 7 conseillers municipaux élus dont 1 communautaire).
La troisième liste, DVD, menée par Régis Altazin,  a recueilli 457 voix (11,00 %, 1 conseiller municipal élu) lors d'un scrutin marqué par la pandémie de Covid-19 en France où 52,11 % des électeurs se sont abstenus,.

#### Liste des maires
| Période                                  | Période                       | Identité                        | Étiquette             | Qualité |
| ---------------------------------------- | ----------------------------- | ------------------------------- | --------------------- | --- |
| Les données manquantes sont à compléter. |                               |                                 |                       | |
| janvier 1808                             | 1826                          | Pierre Cugny (1767-1840)        |                       | |
| février 1826                             | 1830                          | Louis Latteux                   |                       | |
| août 1830                                | octobre 1840                  | Léonard Calais                  |                       | Fermier |
| octobre 1840                             | septembre 1848                | Martial Griset (1790-1874)      |                       | Agent de change |
| septembre 1848                           | 1874                          | Auguste Chauveau-Beyeart        |                       | Cultivateur |
| décembre 1874                            | 1879                          | Amédée Lavoisier-Ballin         |                       | |
| août 1879                                | mai 1884                      | Étienne Dupont                  |                       | |
| mai 1884                                 | mai 1904                      | Amédée Lavoisier-Ballin         |                       | |
| mai 1904                                 | 1919                          | Charles Duhotoy                 |                       | Marchand de bois |
| novembre 1919                            | 1928                          | Léon Théry                      | Rad.                  | |
| décembre 1928                            | 1938                          | Gaston Durieux                  | Rad.                  | |
| novembre 1938                            | 1944                          | Achille Papegeay                | Rad.                  | |
| octobre 1944                             | mars 1983                     | Jeannil Dumortier,              | SFIO puis PS puis DVD | Professeur de collège technique, résistant Député du Pas-de-Calais (1re puis 5e circ.) (1956 → 1978) Conseiller général de Boulogne-sur-Mer-Sud (1955 → 1979) Croix de guerre 1914-1918, chevalier de l'Ordre national du Mérite |
| mars 1983                                | mars 1989                     | Alain Oguer                     | PS                    | Instituteur et directeur d'école Conseiller général de Boulogne-sur-Mer-Sud (1988 → 2011) |
| mars 1989                                | mars 1989                     | Marie-Louise Depême (1936-2024) | PS                    | Adjointe au maire (1983 → 1989) Démissionnaire |
| avril 1989                               | octobre 2009,                 | Alain Oguer                     | PS                    | Instituteur et directeur d'école Conseiller général de Boulogne-sur-Mer-Sud (1988 → 2011) Vice-président de la CAB (? → 2008) Démissionnaire                                                                                     |
| octobre 2009                             | juillet 2020                  | Christian Baly                  | PS                    | Retraité de la mairie de Boulogne-sur-Mer Conseiller général de Boulogne-sur-Mer-Sud (2011 → 2015) |
| juillet 2020                             | En cours (au 23 janvier 2024) | Raphaël Jules                   | DVG-PS                | Professeur Ancien délégué aux sports de Chistian Baly |

### Autres élections
Lors du premier tour de l'élection présidentielle de 2017, les quatre premiers candidats sont Marine Le Pen (25,65 % des suffrages exprimés), Emmanuel Macron (22,95 %), Jean-Luc Mélenchon (20,62 % et François Fillon (15,44 %).
Au second tour, le candidat élu Emmanuel Macron obtient 3 452 voix (57,92 %) et Marine Le Pen 2 508 voix (42,08 %),  lors d'un scrutin où 23,71 % des électeurs se sont abstenus.
Lors du premier tour de l'élection présidentielle de 2022, les quatre premiers candidats sont Marine Le Pen (31,74 % des suffrages exprimés), Emmanuel Macron (29,38 %), Jean-Luc Mélenchon (17,59 %) et Éric Zemmour (5,17 %).
Au second tour, le candidat élu Emmanuel Macron obtient 3 119 voix (50,72 %) et Marine Le Pen 3 031 voix (49,28 %), lors d'un scrutin où 25,02 % des électeurs se sont abstenus.

### Instances de démocratie participative
Depuis le 28 janvier 2017, la ville de Saint-Martin-Boulogne comporte un conseil municipal à destination des jeunes.[pertinence contestée]
Le premier mandat du CMJ comptait 37 élus. Pour être éligible, il fallait être Saint-Martinois et scolarisé en classe de CE2, CM1 ou CM2. Les jeunes élus ont réalisé de nombreux projets tels que la "campagne anti-crotte", le concours photos et dessins, plusieurs rencontres intergénérationnelles, réaliser un carnet de loisir, soutenir le commerce équitable... Le CMJ était aussi présent lors des manifestations et cérémonies officielles.
Le deuxième mandat du Conseil municipal d'enfants compte plus d'élus que le précédents, en effet, 42 enfants été rassemblés autour de trois commissions : Science, environnement et solidarité, Sport, vie et nature et "En avant la jeunesse".
Le troisième mandat du Conseil municipal d'enfants (2022-2024) comporte 17 enfants répartis en quatre commissions : « Musclons notre cerveau », « Préservons notre biodiversité », « Main dans la main » et « On est tous égaux »

## Équipements et services publics

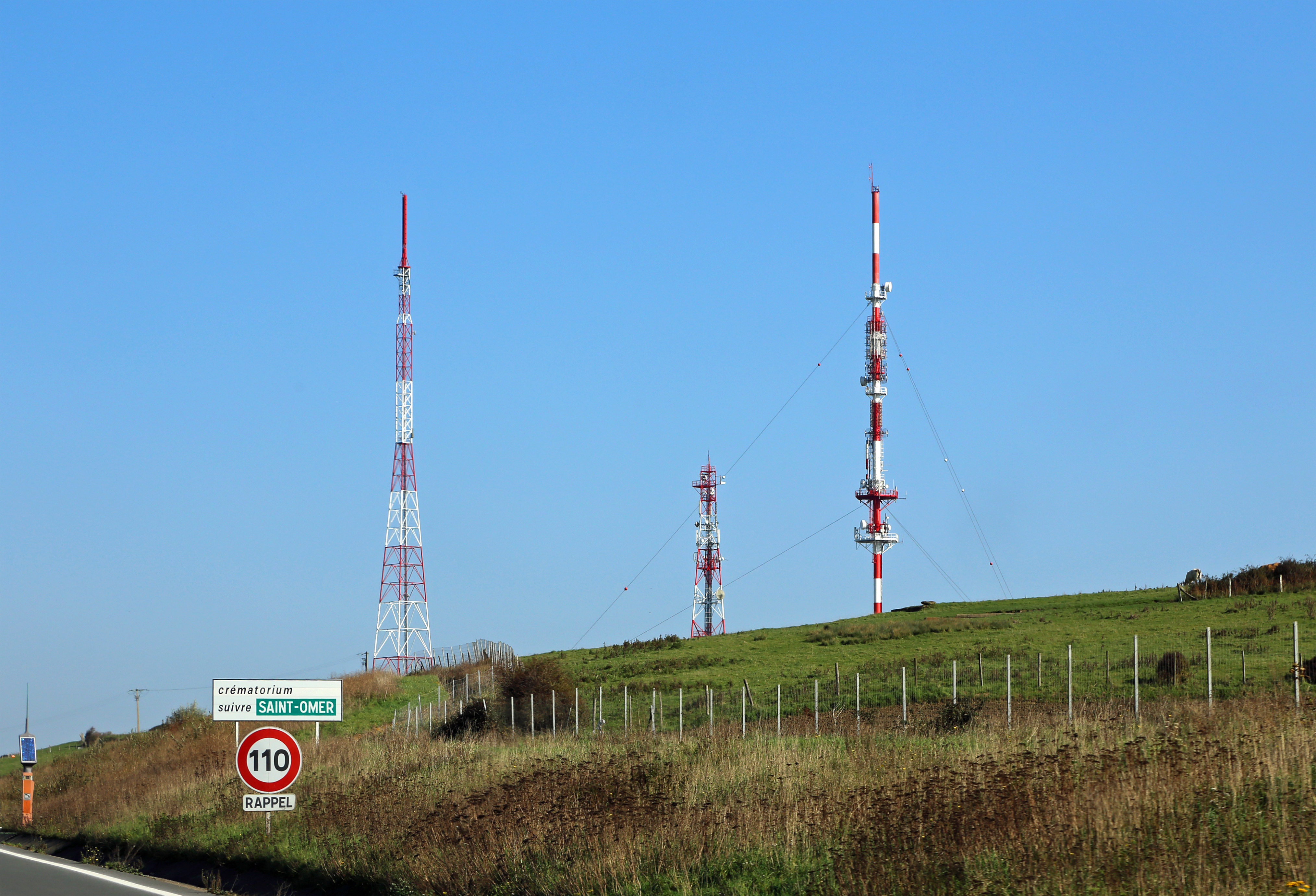
Les pylônes de l'émetteur du Mont Lambert de TDF en 2017.

### Enseignement
La commune est située dans l'académie de Lille et dépend, pour les vacances scolaires, de la zone B. La commune dispose de dix établissements scolaires publics et privés jusqu'au lycée.
- l'école maternelle Anne-Frank
- l'école maternelle Jacques-Brel
- l'école maternelle Jacques-Prévert
- l'école élémentaire Jean-Rostand
- l'école élémentaire Isabelle-Nacry et Jules-Ferry
- le collège Roger-Salengro
- le lycée polyvalent Giraux-Sannier[53].

- l'école primaire privée Saint-Charles
- le collège privé Nazareth
- le lycée privé Saint-Joseph et campus Saint-Joseph[53].

Saint-Martin-Boulogne accueille une antenne du conservatoire à rayonnement départemental du Boulonnais, établissement d'enseignement de musique et de danse dont le siège est à Boulogne-sur-Mer.

### Culture
La commune est également dotée d'un espace culturel, le centre Georges-Brassens (salle de spectacle de 350 places), et d'une bibliothèque, créée en 1987.

### Santé
La commune dispose de deux établissements hospitaliers : l'un à Boulogne-sur-Mer, le centre hospitalier de Boulogne-sur-Mer (établissement public) qui se situe à proximité du centre de la commune, et l'autre dans la commune, le centre médical chirurgical obstétrical Côte d'Opale de Saint-Martin-Boulogne (établissement privé).

### Justice, sécurité, secours et défense
La commune dépend du tribunal judiciaire de Boulogne-sur-Mer, du conseil de prud'hommes de Boulogne-sur-Mer, de la cour d'appel de Douai, du tribunal de commerce de Boulogne-sur-Mer, du tribunal administratif de Lille, de la cour administrative d'appel de Douai, de la cour administrative d'appel de Douai, du pôle nationalité du tribunal judiciaire de Boulogne-sur-Mer et du tribunal pour enfants de Boulogne-sur-Mer.

## Population et société

### Démographie
Les habitants de la commune sont appelés les Saint-Martinois.

#### Évolution démographique
L'évolution du nombre d'habitants est connue à travers les recensements de la population effectués dans la commune depuis 1793. Pour les communes de plus de 10 000 habitants les recensements ont lieu chaque année à la suite d'une enquête par sondage auprès d'un échantillon d'adresses représentant 8 % de leurs logements, contrairement aux autres communes qui ont un recensement réel tous les cinq ans,.

En 2022, la commune comptait 11 036 habitants, en évolution de −2,51 % par rapport à 2016 (Pas-de-Calais : −0,72 %, France hors Mayotte : +2,11 %).
| 1793  | 1800  | 1806 | 1821 | 1831  | 1836  | 1841  | 1846  | 1851  |
| ----- | ----- | ---- | ---- | ----- | ----- | ----- | ----- | ----- |
| 1 297 | 1 193 | 385  | 524  | 1 047 | 1 171 | 1 617 | 1 838 | 2 069 |

| 1856  | 1861  | 1866  | 1872  | 1876  | 1881  | 1886  | 1891  | 1896  |
| ----- | ----- | ----- | ----- | ----- | ----- | ----- | ----- | ----- |
| 1 222 | 2 175 | 2 519 | 2 721 | 3 486 | 4 017 | 4 295 | 4 669 | 4 995 |

| 1901  | 1906  | 1911  | 1921  | 1926  | 1931  | 1936  | 1946  | 1954  |
| ----- | ----- | ----- | ----- | ----- | ----- | ----- | ----- | ----- |
| 5 122 | 5 286 | 5 669 | 6 377 | 7 044 | 7 530 | 7 925 | 6 876 | 9 722 |

| 1962   | 1968   | 1975   | 1982   | 1990   | 1999   | 2006   | 2011   | 2016   |
| ------ | ------ | ------ | ------ | ------ | ------ | ------ | ------ | ------ |
| 10 888 | 12 032 | 12 341 | 11 271 | 11 054 | 11 499 | 11 449 | 11 117 | 11 320 |

| 2021   | 2022   | - | - | - | - | - | - | - |
| ------ | ------ | - | - | - | - | - | - | - |
| 10 999 | 11 036 | - | - | - | - | - | - | - |

#### Pyramide des âges
En 2018, le taux de personnes d'un âge inférieur à 30 ans s'élève à 33,6 %, soit en dessous de la moyenne départementale (36,7 %). À l'inverse, le taux de personnes d'âge supérieur à 60 ans est de 28,7 % la même année, alors qu'il est de 24,9 % au niveau départemental.
En 2018, la commune comptait 5 298 hommes pour 5 928 femmes, soit un taux de 52,81 % de femmes, légèrement supérieur au taux départemental (51,50 %).
Les pyramides des âges de la commune et du département s'établissent comme suit.
| Hommes | Classe d’âge | Femmes |
| ------ | ------------ | ------ |
| 0,7    | 90 ou +      | 2,2    |
| 6,1    | 75-89 ans    | 10,7   |
| 19,0   | 60-74 ans    | 18,5   |
| 20,7   | 45-59 ans    | 21,3   |
| 16,5   | 30-44 ans    | 16,6   |
| 17,8   | 15-29 ans    | 15,3   |
| 19,2   | 0-14 ans     | 15,4   |

| Hommes | Classe d’âge | Femmes |
| ------ | ------------ | ------ |
| 0,5    | 90 ou +      | 1,6    |
| 5,6    | 75-89 ans    | 8,9    |
| 16,7   | 60-74 ans    | 18,1   |
| 20,2   | 45-59 ans    | 19,2   |
| 18,9   | 30-44 ans    | 18,1   |
| 18,2   | 15-29 ans    | 16,2   |
| 19,9   | 0-14 ans     | 17,9   |

### Sports et loisirs
Un complexe, Hélicéa, comprenant piscine et patinoire, est construit par la communauté d'agglomération en 2005, situé au Parc Mont-Joie à proximité de la zone d'activité.
La commune est également équipée d'un stade, de quatre salles de sports, de trois terrains de tennis, d'un terrain de boules[réf. nécessaire].

### Cultes

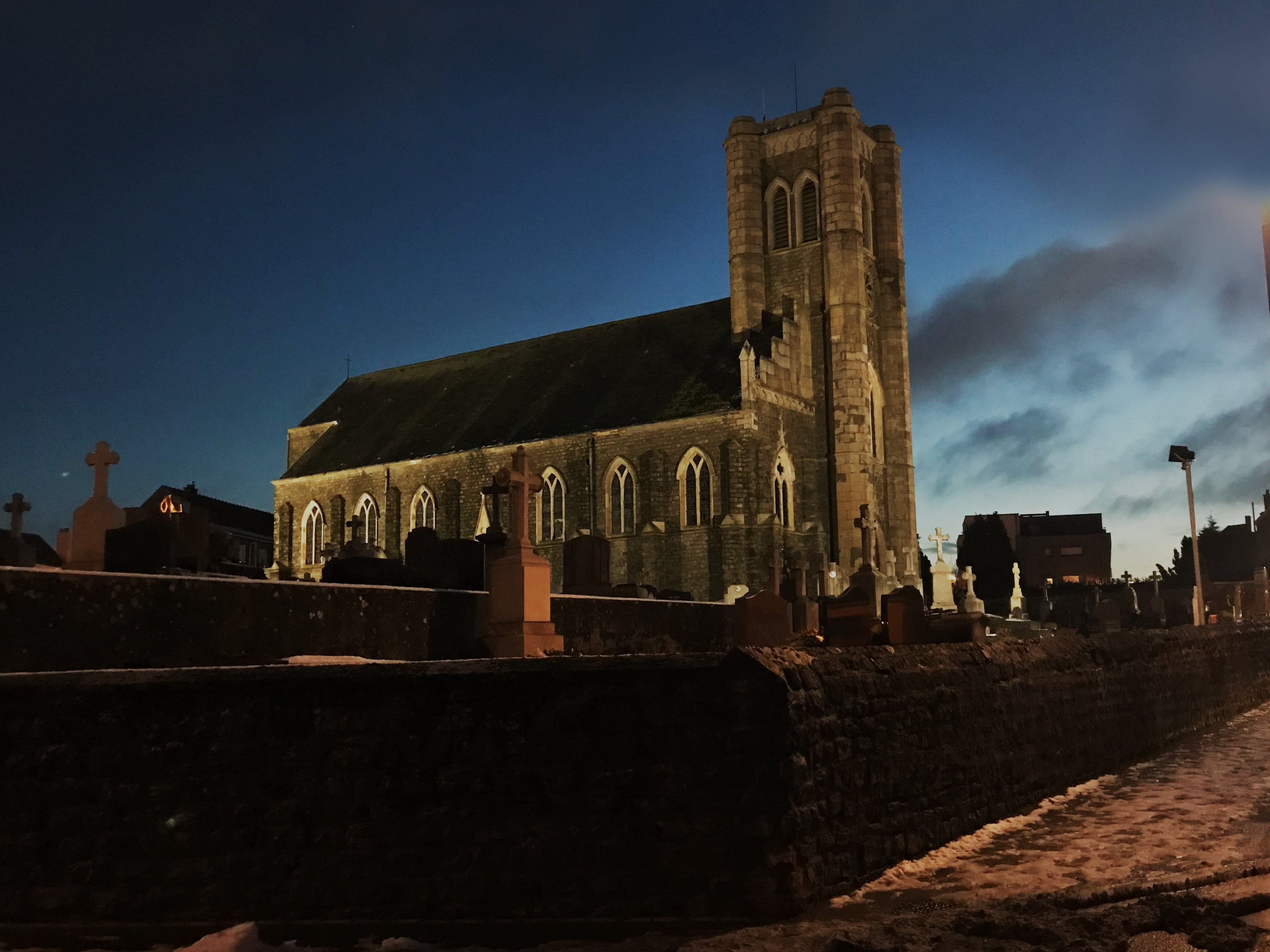
L'église Saint-Martin.

La commune dispose de cinq lieux de culte :
- l'église Sainte-Ide, rue du Mont-d'Ostrohove ;
- l'église Saint-Martin, route de Desvres ;
- l'église, Bois du Mont Lambert au Mont Lambert ;
- la chapelle des Sœurs de la Visitation, rue de Maquétra ;
- la chapelle du Carmel rue du Denacre.

## Économie
La commune présente plusieurs zones d'activités, notamment celle de l'Inquétrie à l'est. Elle abrite également deux zones commerciales : celle du Mont Joie (Darty, Decathlon, Picard, Buffalo Grill...) et le centre commercial de la Côte d'Opale de Saint-Martin-Boulogne qui est le principal centre commercial de l'agglomération boulonnaise.

### Revenus de la population et fiscalité
En 2021, la commune compte 5 095 ménages fiscaux, regroupant 11 112 personnes.
Le revenu fiscal médian par ménage, le taux de pauvreté des ménages et la part des ménages fiscaux imposés de la commune, du département du Pas-de-Calais et de la métropole sont les suivants :
- le revenu fiscal médian par ménage de la commune est de 21 390 €, supérieur à celui du département du Pas-de-Calais (20 720 €) et inférieur à celui de la France métropolitaine (23 080 €)[Insee 13],[Insee 14],[Insee 15] ;
- le taux de pauvreté des ménages de la commune est de 17 %, de 18,4 % au niveau du département et de 14,9 % au niveau de la métropole[Insee 16],[Insee 17],[Insee 18] ;
- la part des ménages fiscaux imposés dans la commune est de 47 %, de 44,1 % au niveau du département et de 53,4 % au niveau de la métropole[Insee 13],[Insee 14],[Insee 15].

### Emploi
|                       | 2010   | 2015   | 2021   |
| --------------------- | ------ | ------ | ------ |
| Commune               | 13,8 % | 16,6 % | 14,7 % |
| Département           | 11,3 % | 13,7 % | 11,2 % |
| France métropolitaine | 11,6 % | 13,7 % | 11,7 % |

En 2021, la population âgée de 15 à 64 ans s'élève à 6 647 personnes, parmi lesquelles on compte 71,8 % d'actifs (61,2 % ayant un emploi et 10,5 % de chômeurs) et 28,2 % d'inactifs,. En 2021, le taux de chômage communal (au sens du recensement) des 15-64 ans est supérieur à celui du département et supérieur à celui de la France métropolitaine.
La commune fait partie du pôle principal de l'aire d'attraction de Boulogne-sur-Mer,. Elle compte 6 481 emplois en 2021, contre 6 579 en 2015 et 6 457 en 2010. Le nombre d'actifs ayant un emploi résidant dans la commune est de 4 098, soit un indicateur de concentration d'emploi de 158,1 et un taux d'activité parmi les 15 ans ou plus de 52,4 %.
Sur ces 4 098 actifs de 15 ans ou plus ayant un emploi, 1 146 travaillent dans la commune, soit 28,0 % des habitants. Pour se rendre au travail, 83,6 % des habitants utilisent une voiture, un camion ou une fourgonnette, 4,7 % les transports en commun, 9,3 % s'y rendent en deux-roues, à vélo ou à pied et 2,4 % n'ont pas besoin de transport (travail au domicile).

### Entreprises et commerces

#### Activités hors agriculture
899 établissements marchands non agricoles sont économiquement actifs en 2022 à Saint-Martin-Boulogne,,.
| Secteur d'activité                                                                                        | Commune | Commune | Département |
| Secteur d'activité                                                                                        | Nombre  | %       | %           |
| --- | ------- | ------- | ----------- |
| Ensemble                                                                                                  | 899     | 100 %   | (100 %)     |
| Industrie manufacturière, industries extractives et autres                                                | 34      | 3,8 %   | (5,3 %)     |
| Construction                                                                                              | 73      | 8,1 %   | (11,7 %)    |
| Commerce de gros et de détail, transports, hébergement et restauration                                    | 283     | 31,5 %  | (22,5 %)    |
| Information et communication                                                                              | 16      | 1,8 %   | (3,6 %)     |
| Activités financières et d'assurance                                                                      | 52      | 5,8 %   | (5,3 %)     |
| Activités immobilières                                                                                    | 30      | 3,3 %   | (5,7 %)     |
| Activités spécialisées, scientifiques et techniques et activités de services administratifs et de soutien | 122     | 13,6 %  | (20,2 %)    |
| Administration publique, enseignement, santé humaine et action sociale                                    | 222     | 24,7 %  | (15,8 %)    |
| Autres activités de services                                                                              | 67      | 7,5 %   | (9,9 %)     |

Le secteur du commerce de gros et de détail, transports, hébergement et restauration est prépondérant sur la commune puisqu'il représente 31,5 % du nombre total d'établissements de la commune (283 sur les 899 entreprises implantées  à Saint-Martin-Boulogne), contre 22,5 % au niveau départemental.

#### Agriculture
La commune est dans le « Boulonnais », une petite région agricole dans le département du Pas-de-Calais. En 2020, l'orientation technico-économique de l'agriculture  sur la commune est la polyculture et/ou le polyélevage. 
|               | 1988 | 2000 | 2010 | 2020 |
| ------------- | ---- | ---- | ---- | ---- |
| Exploitations | 44   | 24   | 9    | 3    |
| SAU (ha)      | 751  | 731  | 550  | 413  |

Le nombre d'exploitations agricoles en activité et ayant leur siège dans la commune est passé de 44 lors du recensement agricole de 1988  à 24 en 2000 puis à 9 en 2010 et enfin à 3 en 2020, soit une baisse de 93 % % en 32 ans. Le même mouvement est observé à l'échelle du département qui a perdu pendant cette période 65 % de ses exploitations (passant de 16 556 à 5 736),. La surface agricole utilisée sur la commune a également diminué, passant de 751 ha en 1988 à 413 ha en 2020. Parallèlement la surface agricole utilisée moyenne par exploitation a augmenté, passant de 17 à 138 ha,.

## Culture locale et patrimoine

### Lieux et monuments

#### Site classé
La commune présente un  site classé par arrêté du 5 juillet 1920 : l'arbre dit « l'orme d'Ostrohove ».

#### Monuments historiques
- Le château du Denacre (ancien fief de Hil) Façades et toitures ; salle à manger ; salon et bureau au rez-de-chaussée avec leur décor ; oratoire au premier étage avec son décor (cad. AD 4) : inscription au titre des monuments historiques par arrêté du 26 juin 1978[70].
- La ferme de Bedouâtre et emplacement de l'ancien château Façades et toitures de la ferme ; emplacement de l'ancien château, y compris les douves et le pont de pierre (cad. AZ 1) : inscription au titre des monuments historiques par arrêté du 26 février 1987[71].
- La ferme du Moulin-l'Abbé, ancienne salle seigneuriale : inscription au titre des monuments historiques par arrêté du 28 octobre 1926[72].
- L'église Sainte-Ide, sise rue du Mont-d'Ostrohove, fait l’objet d’une inscription au titre des monuments historiques depuis le 10 juillet 2015[73].

#### Autres lieux et monuments
- L'église Saint-Martin.
- La chapelle du Mont-Lambert.
- Le monument aux morts, surmonté du Poilu victorieux, statue du sculpteur Eugène Bénet[74].
- La tour de l'ancien moulin l'Abbé.
- Le cimetière militaire de Meerut.

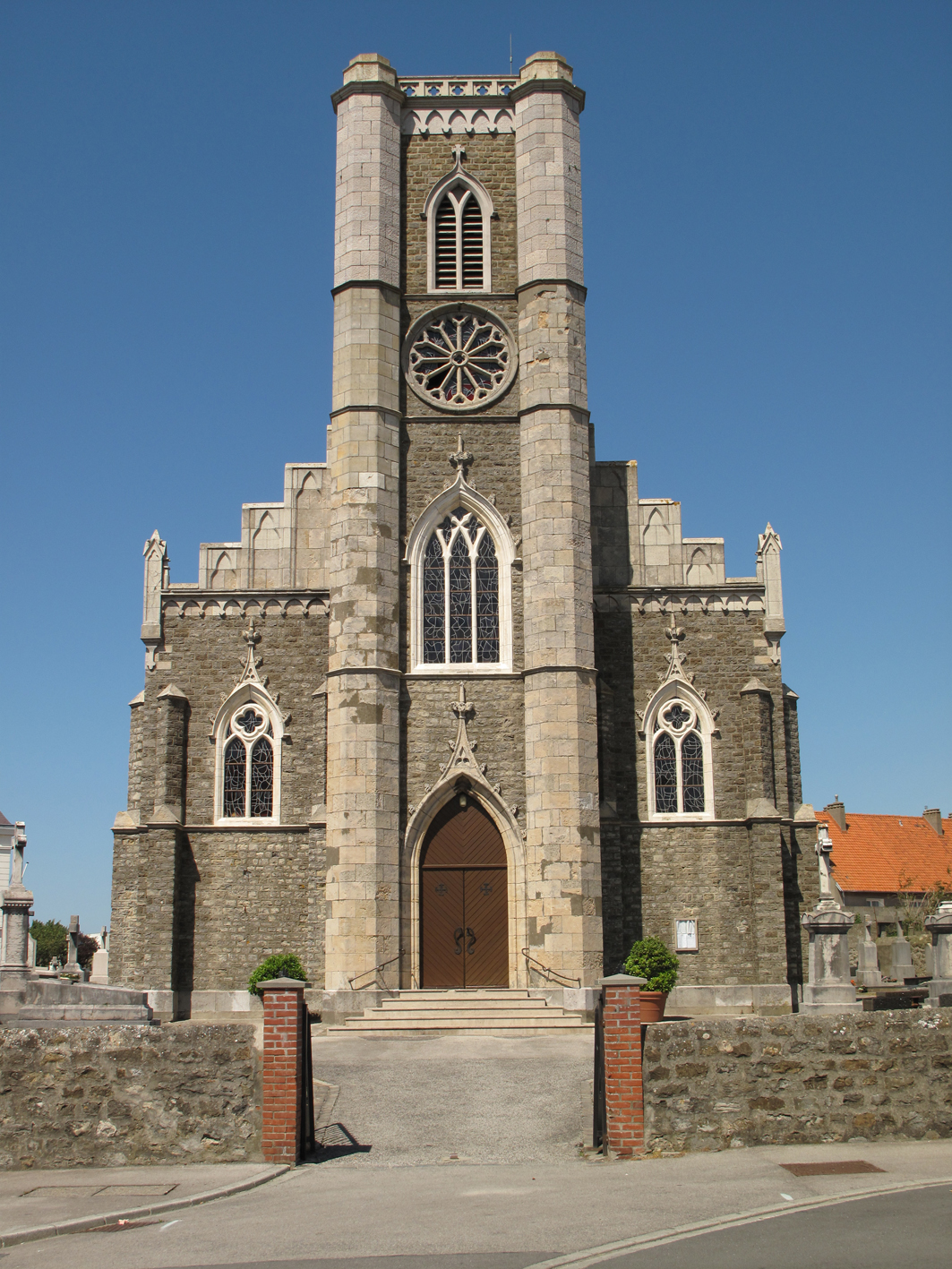
L'église Saint-Martin.
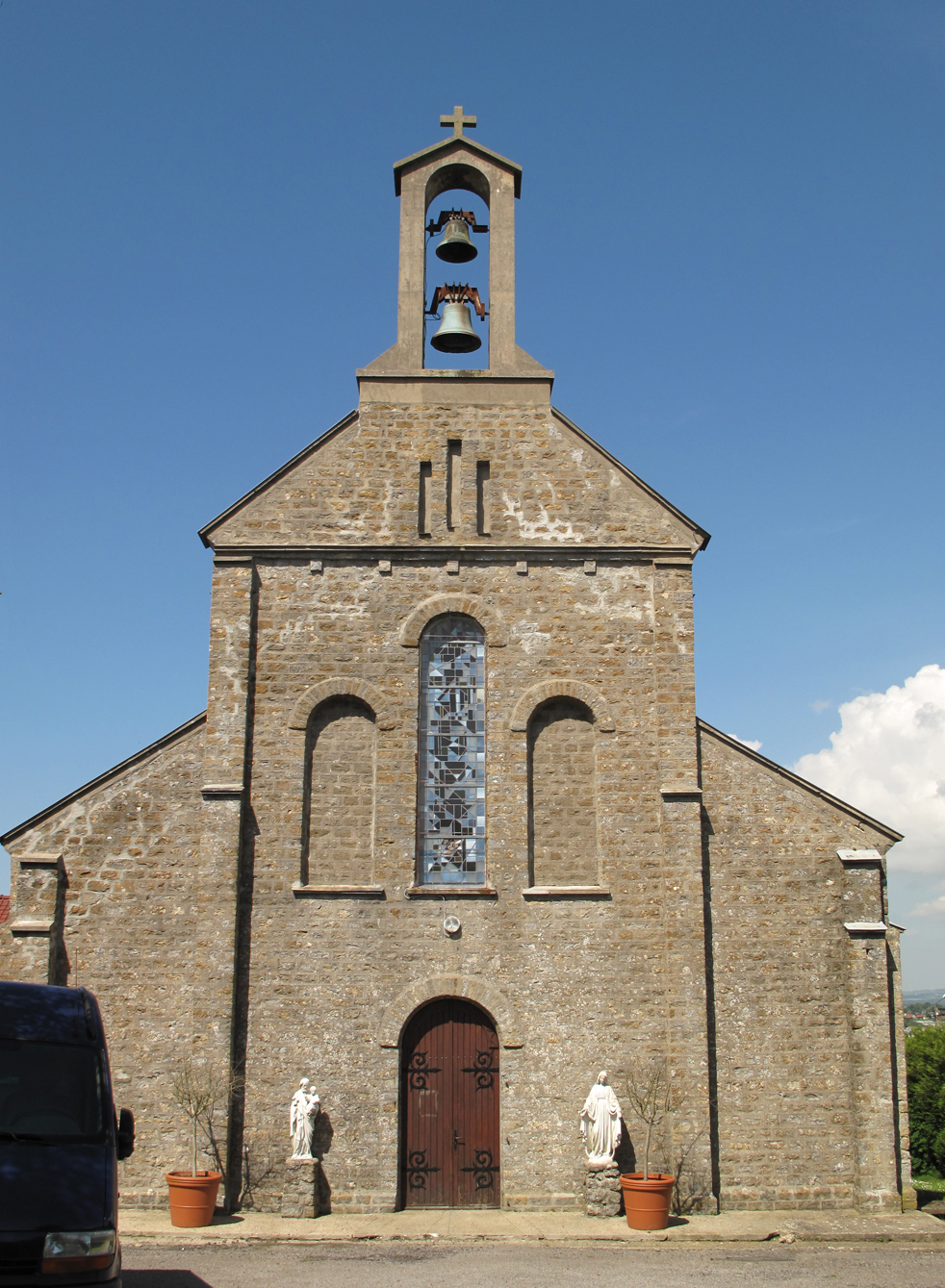
La chapelle du Mont-Lambert.
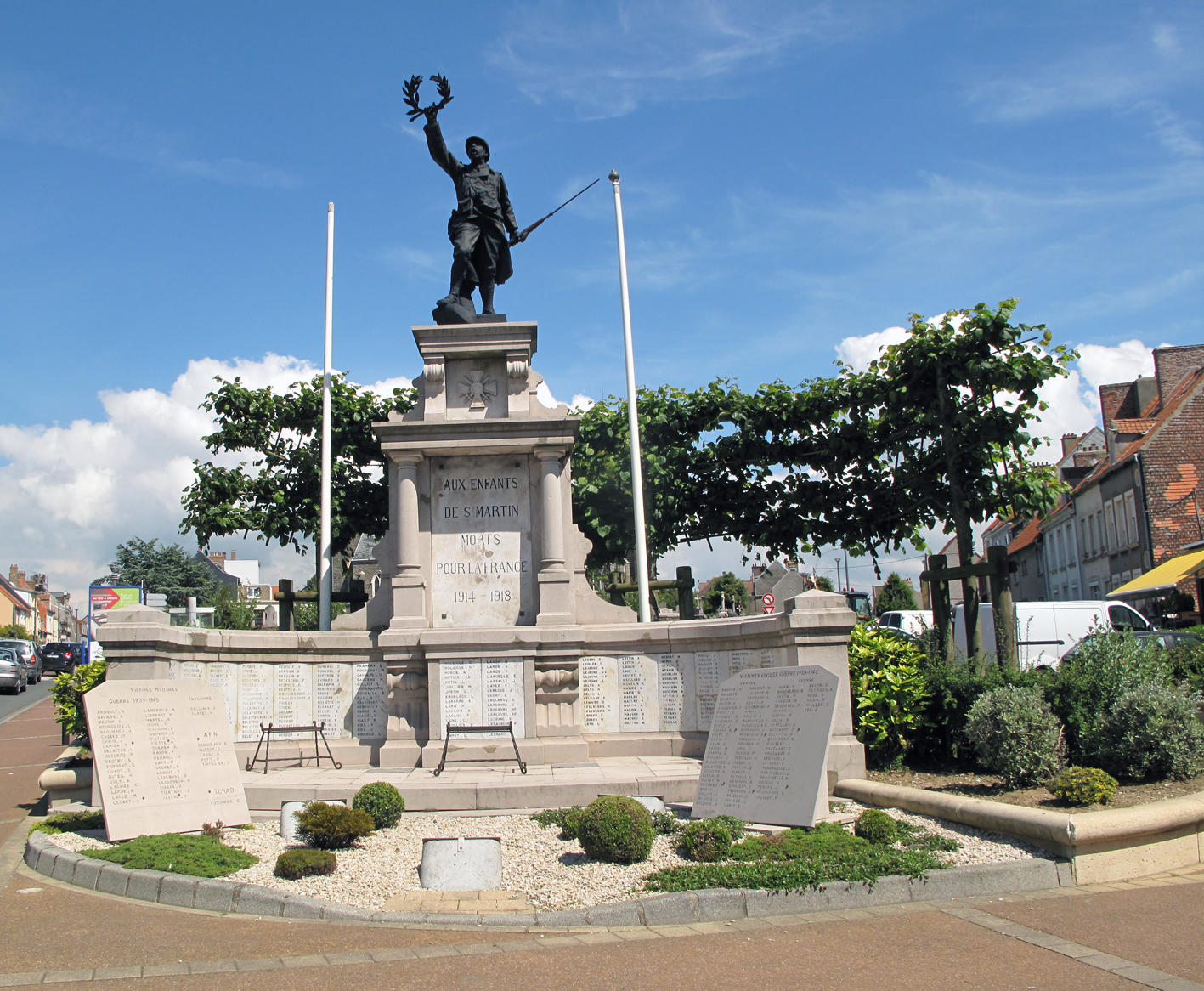
Le monument aux morts près de la mairie.
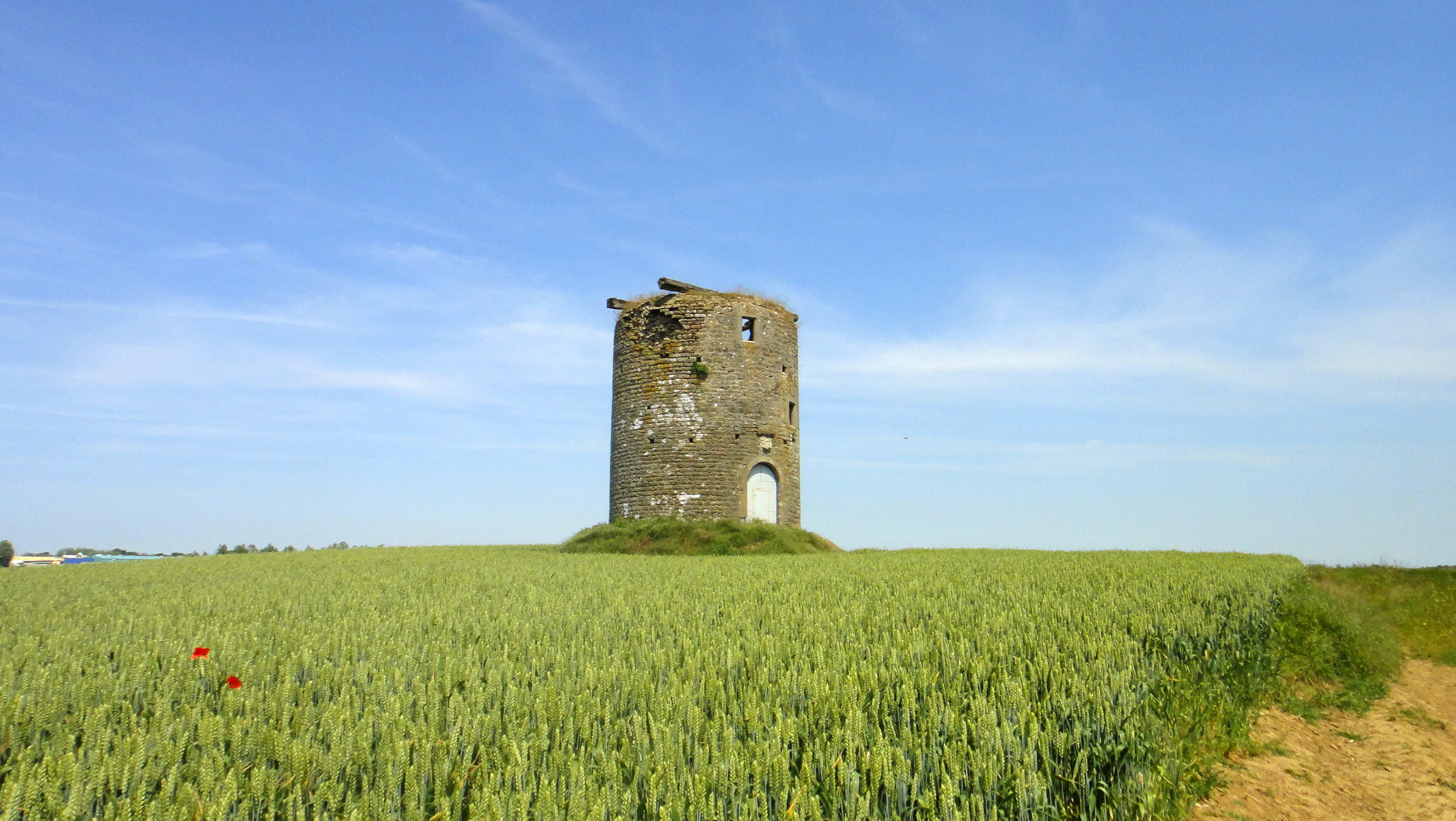
La tour de l'ancien moulin l'Abbé.
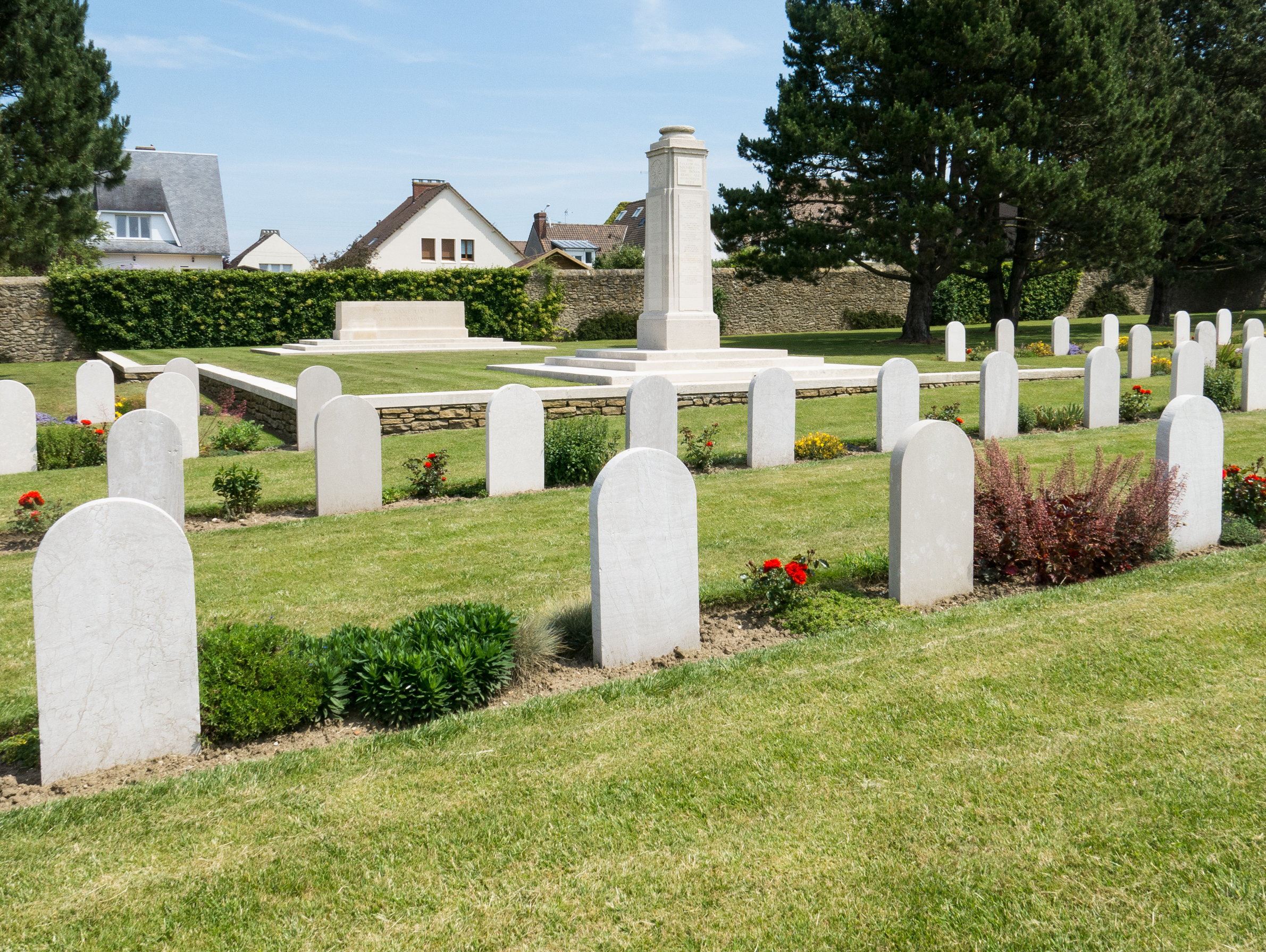
Le cimetière militaire de Meerut

Les deux bâtiments suivants sont répertoriés à l'inventaire général du patrimoine architectural en France (base Mérimée) : le jardin de la Caucherie, dessiné par André Le Nôtre et l'église paroissiale Sainte-Bernadette.

### Saint-Martin-Boulogne dans les arts et la culture
- Le tableau de Jean-Baptiste Camille Corot : Maisons dans le village de Saint-Martin-Boulogne, près de Boulogne-sur-Mer (entre 1860 et 1865), collection du Philadelphia Museum of Art.

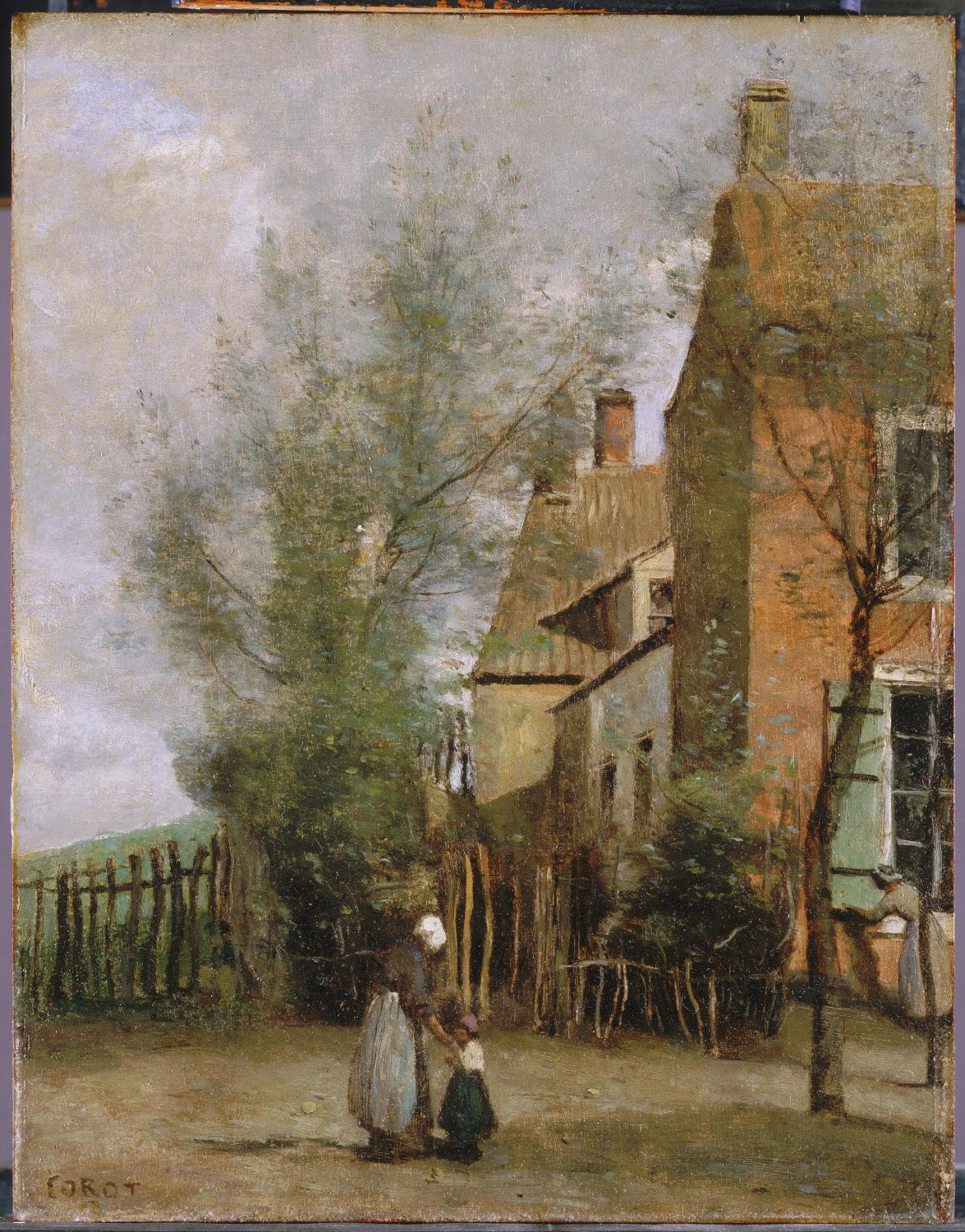

### Personnalités liées à la commune
- Georges Boillot (1884-1916), coureur automobile, aviateur, tué dans un combat aérien pendant la Première Guerre mondiale. Une rue de la commune porte aujourd'hui son nom.
- Henri Duteil (1922-1943), résistant fusillé, y est inhumé.
- Irène Darras (1923-2001), artiste peintre figurative, y est morte ;
- Alain Lottin (1935-2017), historien et universitaire français, y est né.
- Aurélien Scheidler (1998-), footballeur français, y est né.

### Héraldique
| Blason de Saint-Martin-Boulogne | Blason  | De sinople au chevron d'argent accompagné de trois rustres de même. Ornements extérieursCroix de guerre 1939-1945 |
| Blason de Saint-Martin-Boulogne | Détails | Armes de la famille du Wicquet, originaire du Hainaut, était seigneur du lieu. Adopté le 30 septembre 1985.       |

## Pour approfondir

#### Bases de données, dictionnaires et encyclopédies
- Ressources relatives à la géographie :   - Insee (communes)
  - Ldh/EHESS/Cassini
- Ressource relative à plusieurs domaines :   - Annuaire du service public français
- Notices d'autorité :   - VIAF
  - BnF (données)
  - IdRef
  - LCCN
  - Israël